# Manade Nicollin
Pour les articles homonymes, voir Combet et Nicollin.
La manade Nicollin est un élevage de taureaux de Camargue, fondée en 1851, par Charles Combet. Ses pâturages se trouvent sur les communes du Cailar, d'Aimargues et de Vauvert, dans le département du Gard, en région Languedoc-Roussillon. Elle a successivement été dirigée par Charles Combet, son fils Laurent Combet, son petit-fils Fernand Granon, puis par Marcel et René Delbosc, Jean Lafont, Louis Nicollin, et depuis 2017, ses fils Laurent et Olivier Nicollin.
Avec treize Biòu d'or, quatre titres de Meilleur Taureau de la Finale du Trophée des As, quatorze titres de Meilleur Taureau de la Cocarde d'or, dix-sept Trident d'or récompensant la meilleure manade de la Palme d'or de Beaucaire, et cinq titres de Meilleur Taureau de cette même épreuve, ainsi que de nombreux prix obtenus lors de différentes courses, la devise rouge et verte est l'une des manades les plus titrées de la course camarguaise, ainsi que la plus ancienne de Camargue.
Les couleurs de la devise ont été choisies par Fernand Granon: « le rouge, comme le sang de ma race, et le vert, comme mes pâturages...les meilleurs de Camargue ».

## Historique

### L'origine
Jean-Jules Boissier est propriétaire d'un élevage de taureaux de Carmargue installé au mas du Sauvage. Le 23 mai 1813, il est sollicité pour assurer une course à la cocarde dans les arènes de Nîmes. Charles Combet, né le 4 novembre 1825, à Marsillargues, est employé agricole de Boissier, en qualité de baile-gardian. En 1849, l'une des vaches s'échappe du troupeau, et 
déclenche un accident ferroviaire. Après deux ans de procédures, Boissier est condamné à verser d'importants dédommagements. De dépit, il choisit de vendre la totalité de son élevage, y compris ses chevaux, et Combet saisit l'occasion.

### Période Combet

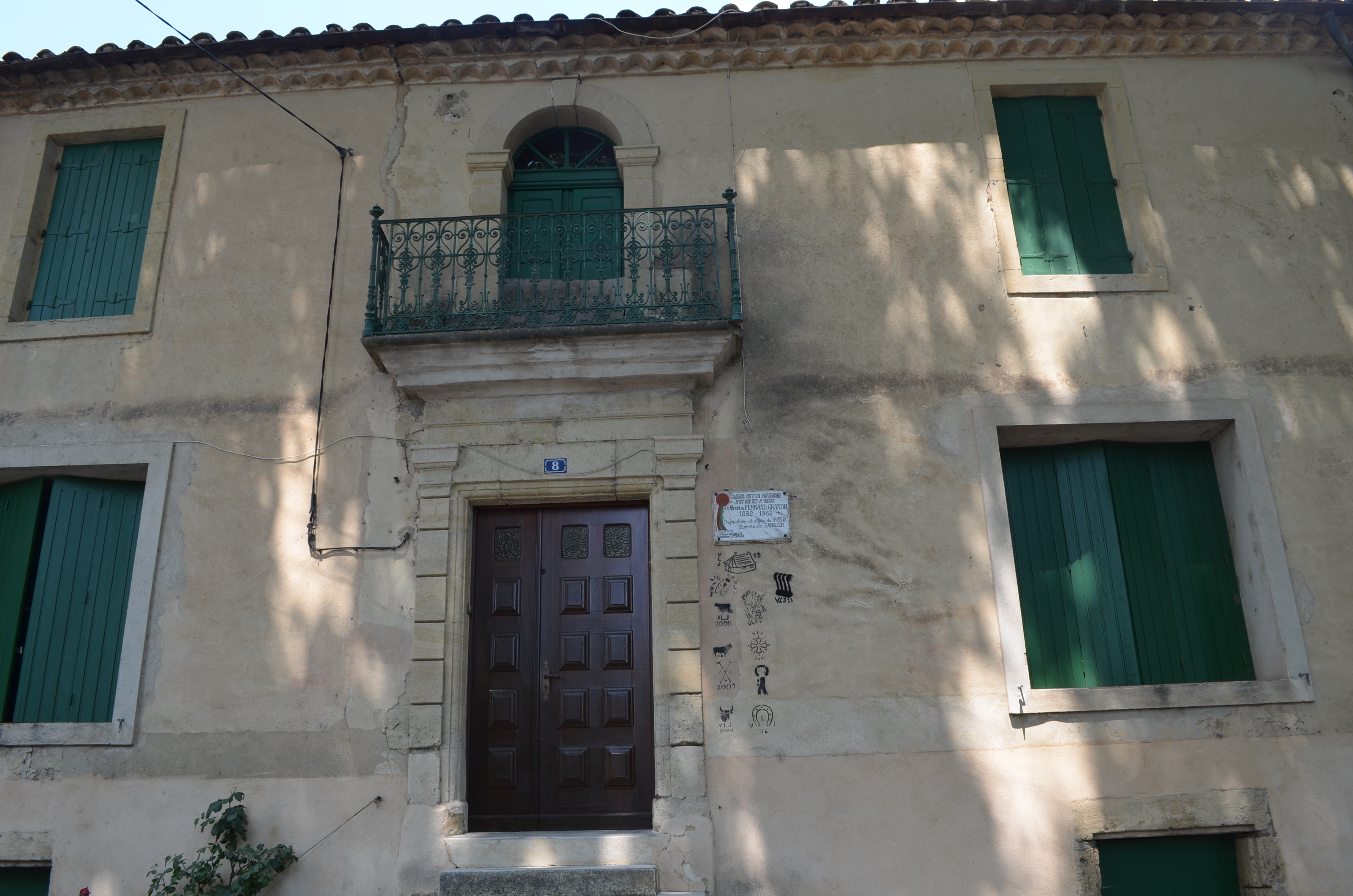
La Maison aux volets verts.

Charles Combet fait paître les cent trente bêtes de sa manade dans les prés du Cailar. La commune gardoise a pris, en 1850, un arrêté permettant à tout habitant du village d'utiliser gratuitement les prés pour nourrir et faire paître son troupeau, si celui-ci s'engage à offrir une course pendant la fête votive. Le 14 novembre 1859, il achète le premier des trois lots de la « Maison aux volets verts », au no 8 rue Émile Jamais. Son épouse lui donne trois enfants. Pauline, née le 22 janvier 1852, mais qui décède 5 août 1858. Puis, Anna et Laurent, nés le 6 novembre 1856. Ce dernier, surnommé Combetou, seconde son père. Lequel décide également d'élever des chevaux. Les taureaux Cabri, Bicho, Londes, Sabre et Tonnerre donnent à la manade une bonne réputation auprès du public.
En 1897, Charles Combet tombe malade, et doit garder la chambre. Son fils Laurent devient manadier. Célibataire, il consacre tout son temps à la manade, aidée de sa sœur Anna. Mariée au viticulteur, et négociants en vins, Pierre Fernand Granon, Anna seconde son frère, cavalier émérite et homme de terrain, mais peu à l'aise avec l'administration et les relations avec les clubs taurins. Son neveu Fernand, interne au lycée Daudet de Nîmes, apprend le métier de gardian pendant les vacances scolaires. La manade produit des cocardiers appréciés du public: Banquier, Esperaza, Cascavel, Tonnelier, nommé ainsi car il brise un tonneau lors de sa première course sur le plan du Cailar, et Horloger, qui doit son nom à la fête donnée pour l'inauguration de l'horloge du Cailar.
Charles Combet décède le 28 septembre 1904. Deux ans plus tard, Laurent Combet pourchasse à cheval une vache qui s'est séparée du troupeau. Alors qu'il traverse un tunnel, un train arrive de l'autre côté et décapite le cheval sous les yeux de son cavalier. Traumatisé, Combet perd progressivement la raison et la santé, jusqu'au 21 octobre 1921, jour de son décès. Anna Combet-Granon soigne son frère, tout en continuant à s'occuper de la partie administrative, et son fils Fernand, qui vient de terminer son service militaire, devient manadier.

### Période Granon
Né le 5 octobre 1882, au Cailar, fils de Pierre Fernand Granon, viticulteur à Aigues-Vives, et d'Anna Combet-Granon, Fernand est âgé de vingt-quatre ans lorsqu'il prend les rênes de la manade. Son père lui donne son second prénom, pensant qu'il marchera sur ses traces une fois adulte: « Au grand désespoir de mon père, j’étais fait pour être manadier et non pour devenir un maître du marché des vins ! ». Fernand Granon prend la tête de la manade en 1906, secondé par sa mère Anna: « J'ai pris la manade un peu avant mon temps, car mon oncle Combet a eu un grave accident, et il était devenu non pas fou, mais il n'était plus un homme».
Il développe une méthode: 

-ne jamais vendre une bête à un autre manadier afin de ne pas alimenter la concurrence.

-choisir l'étalon de la manade sur des critères physiques et esthétiques.

-privilégier les taureaux petits, car ils tournent plus vite, et sont plus dangereux.
Deux cocardiers, donnent satisfaction à Granon: Belcita, et N'a Pas Qu'à qui doit son nom à une infirmité. Ce dernier a les cornes tournées vers l'arrière, contrairement à la plupart des taureaux camarguais qui ont les cornes en forme de demi-lune ou d'épées relevées, mais il est plus rapide que ses congénères, et blesse quelques raseteurs durant sa carrière en finissant les actions aux planches. Si certains affichent une préférence pour Belcita, les deux cocardiers sont régulièrement programmés ensemble, de 1906 à 1914, et, drainent un large public à chacune de leurs sorties, ainsi que les meilleurs raseteurs du moment. La presse taurine considère que la manade Combet-Granon est sans rivale.
Mobilisé durant la guerre 14-18, Fernand Granon confie la manade à sa mère Anna. Son fils lui demande de ne pas vendre de bêtes pour éviter d'avoir à en acheter chez un confrère. La plupart des hommes valides étant sur le front, Anna Combet-Granon ne peut pas assurer le travail de manadier, et se contente de nourrir les bêtes. Lors d'une permission en 1917, Fernand Granon constate que le nombre de bêtes a augmenté, mais il craint que sa mère ne puisse pas nourrir autant d'animaux, tout en s'occupant de son frère Laurent. Il prend la décision d'en vendre soixante-douze pour les faire abattre, parmi lesquels cinquante taureaux. Décision qu'il regrette mais qu'il juge nécessaire, pour alléger la charge de travail d'Anna, qu'il surnomme l'âme de la manade.
Durant cette période, la devise rouge et verte voit la naissance du Sanglier. Son nom provient de son comportement lorsqu'il était un veau: souvent éloigné du reste du troupeau, sa mère doit beugler pour le faire venir à la tétée. Les gardians Chabalet et Nougaret font la comparaison avec le mâle de la famille des porcs-sangliers. De 1919 à 1931, il domine la course camarguaise. Sa première sortie se fait à Aigues-Vives, le 18 août 1919. Durant sa carrière, il sort vingt-quatre fois dans les arènes de Lunel. Le 8 novembre 1925, le Sanglier court pour la première fois à Montpellier, en clôture de la saison taurine. L'ensemble de ses attributs se montent à 1500 francs. Quatorze raseteurs sont présents, parmi lesquels Julien Rey.  En 1926, la cocarde du Sanglier atteint la somme de 1500 francs, le 13 juillet à Beaucaire. Le 8 août de la même année, à Nîmes, elle atteint 3000 francs, un record à l'époque.
En 1921, le Sanglier affronte l'Artilleur et le Duc, deux autres taureaux de la devise rouge et verte, dans un combat entre étalons. Blessé à un testicule, le Sanglier est amené dans la cour de la « Maison aux volets verts », et Granon sollicite Franck Vedel, vétérinaire à Aigues-Vives. Ce dernier soigne le taureau, mais se voit contraint de pratiquer l'ablation de l'organe. Granon choisit de garder le Sanglier dans la cour durant sa convalescence. Sa mère Anna lui donne à manger par la fenêtre du salon. Le 10 juillet, il réalise une course de qualité à Lunel, et rassure son manadier sur son état de forme. Lequel décide cependant de maintenir le Sanglier à l'écart du troupeau, car il a remarqué qu'un autre taureau vient régulièrement l'affronter. En 1927, Granon choisit de ramener le Sanglier dans les prés, mais le lendemain matin, il découvre son taureau allongé devant le portail de la cour. Le manadier le fait rentrer, et ne le fait plus retourner avec le reste du troupeau. Régulièrement, Granon amène une vache pour que le Sanglier ne soit pas entièrement seul.
Une polémique éclate lors de la course du 4 juillet 1927, dans les arènes d'Arles. Le Sanglier doit faire face à une trentaine de raseteurs, qui l'appellent de toutes parts. De plus, les portiers n'ouvrent pas le toril à l'issue des quinze minutes réglementaires, et le cocardier doit patienter dix minutes supplémentaires. Son comportement en piste s'en ressent, et des insultes pleuvent, certains en venant aux mains. Pour les pro-Granon, il s'agit d'un guet-apens des provençaux, jaloux du prestige du taureau languedocien. Pour les anti-Granon, cette course est la preuve que la réputation du Sanglier est exagérée. Une certitude : Granon décide de ne plus jamais fournir un seul taureau aux arènes d'Arles.

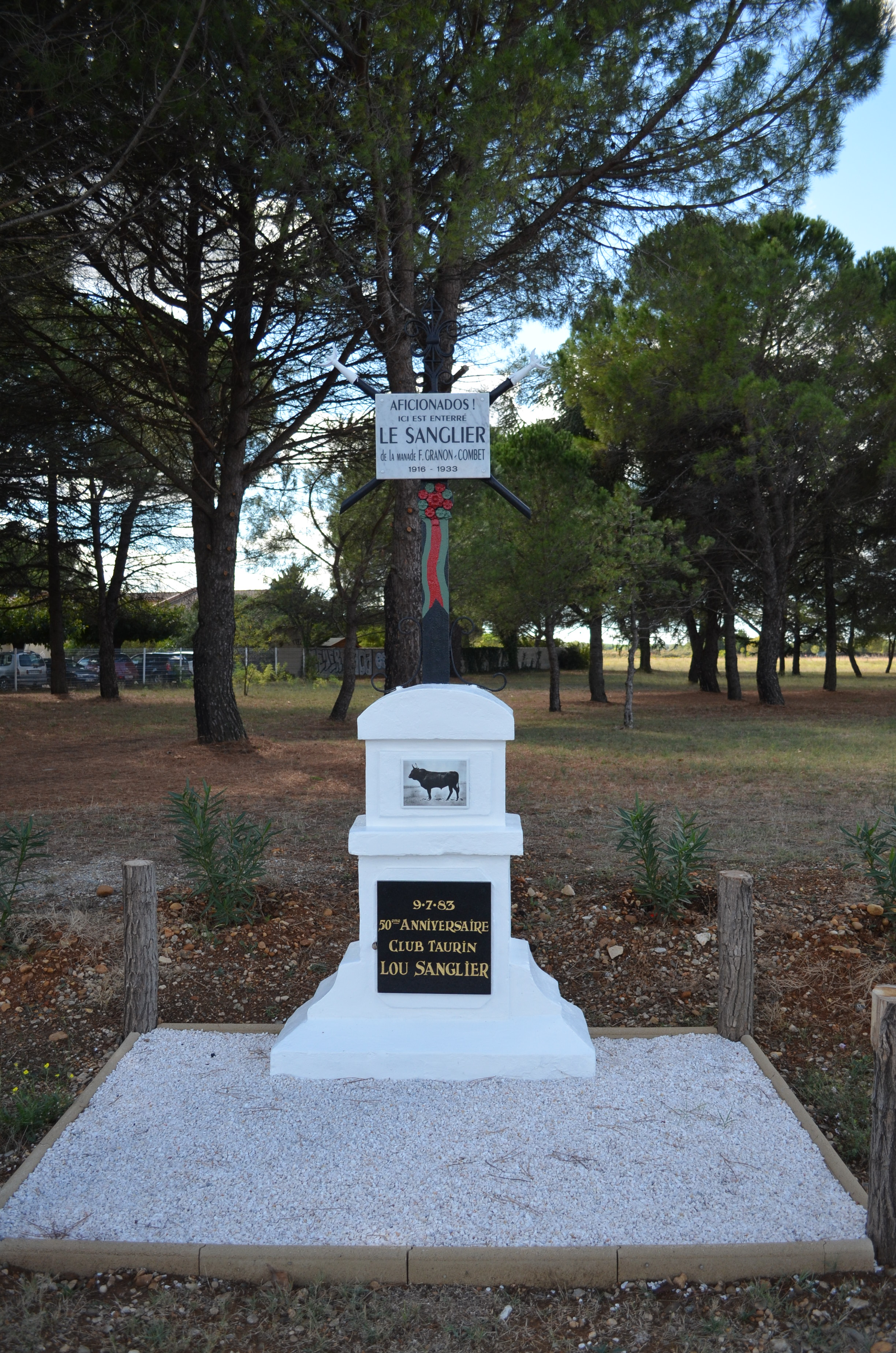
La tombe du Sanglier, à l'entrée du Cailar.

Le Sanglier réalise sa dernière course le samedi 3 octobre 1931, dans les arènes d'Aigues-Vives. La municipalité a décidé d'honorer Gaston Doumergue, enfant du pays et Président de la République de 1924 jusqu'à mai 1931, avec une course complète de la manade Fernand Granon, cailaren de naissance mais aigues-vivois de par son père, et propriétaire de plusieurs vignoble sur la commune. La dernière cocarde du Sanglier est symboliquement remise à Doumergue. Le 22 octobre 1933, Léon Thiers, l'un des gardians de la manade, découvre le Sanglier mort, près de son abreuvoir. Granon, qui possède une terre à l'entrée du Cailar, y enterre son taureau avec l'aide de Thiers et de Chabaud. De nombreuses personnalités de la bouvine expriment leur regret de ne pas voir le Sanglier naturalisé; Granon répond qu'il a toujours souhaité que son taureau retourne à la terre cailarenne qui l'a vu naître. Deux mois plus tard, une stèle est érigée à la mémoire du cocardier. Gédéon Blatière, forgeron gardois, confectionne les deux tridents entrecroisés qui ornent le monument. Granon rédige l'épitaphe: «Aficionados, ici est enterré le Sanglier, de la manade F.Granon-Combet. 1916-1933». En 2013, pour célébrer les quatre-vingt ans de la mort du taureau, la stèle est rénovée par le club taurin Lou Sanglié, et inaugurée le 27 juillet. Le lundi 16 mai 2016, jour de la naissance du Sanglier, le club taurin dépose une gerbe pour célébrer les cent ans du taureau.

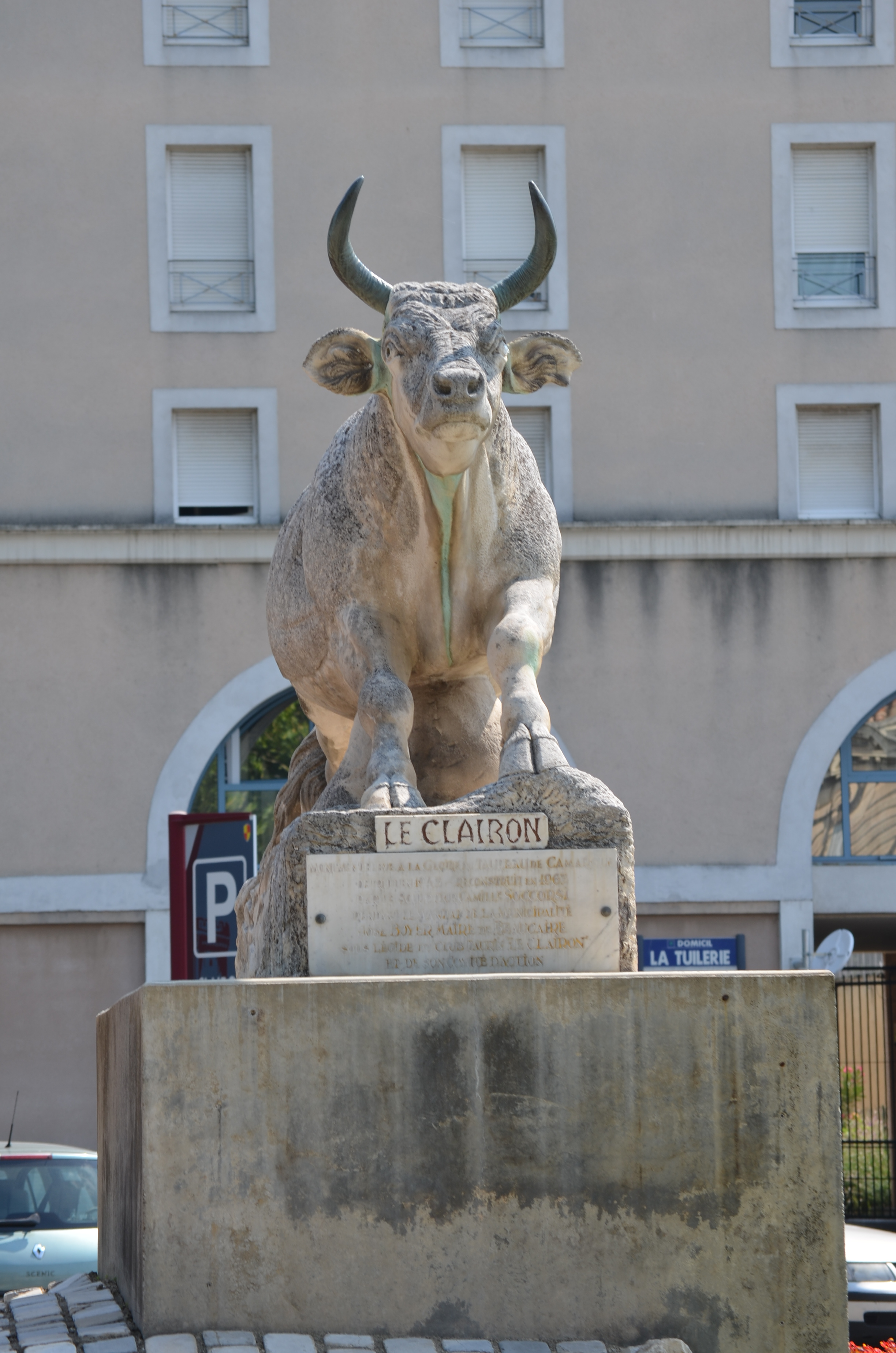
La statue du Clairon, à Beaucaire.

En 1920, la devise rouge et verte voit la naissance du Clairon, dont les débuts à Aimargues et à Lunel sont laborieux. De retour d'une course à Redessan, Emile Tourreau, gardian de Fernand Granon, annonce à ce dernier qu'un taureau a été meilleur que tous les autres. Le manadier demande à le voir, et, en raison de sa très forte corpulence, décide de le baptiser le Clairon. En outre, ce nom à consonance militaire est dans la lignée des précédents : l'Artilleur, le Dragon, le Mutilé, l'Aviateur, le Lancier, le Zouave. Ils sont pour Granon un moyen d'exorciser les quatre années de guerre. Malgré sa taille imposante, le taureau saute la barrière, ce que beaucoup jugent comme une faute pour un cocardier. Sa carrière prend son essor le 22 octobre 1927, lors d'une course à Lunel. Sorti en dernière position, Le Clairon se fait déposséder de sa cocarde dès le premier raset de Julien Rey, et les raseteurs se dirigent vers le vestiaire, pensant que les autres attributs du taureau ne rapporteront rien. Victor Ribes, directeur des arènes de Beaucaire, présent en tribune, annonce qu'il donnera 50 francs à qui touchera la tête du Clairon ; le directeur des arènes de Lunel annonce la même somme pour les ficelles. Les raseteurs se ruent à l'attaque, et le Clairon leur répond en les raccompagnant sèchement aux planches, ou en les projetant dans la contre-piste. Dès lors, le public et la presse s'accoutument à voir le cocardier sauter, et cessent progressivement de considérer cette action comme une faute.
La popularité du taureau est telle que le 12 février 1959, le club taurin "Le Clairon" est officiellement créé à Beaucaire. Cette même ville, où il court à huit reprises durant sa carrière, décide de l'honorer d'une statue en bronze. Le sculpteur Marcel Courbier est retenu pour réalisée l'œuvre, et exige que le taureau lui soit amené au Jardin des Plantes, à Paris. Le Clairon est placé dans une cage pour taureaux espagnols, et transporté en train sous la surveillance des gardians Joseph Chapelle et Jean Gervais. La statue est inaugurée le dimanche 30 juillet 1939, par Maurice Sablier, maire en exercice. Sont présents Fernand Granon, de nombreuses personnalités de la bouvine, ainsi que Julien Rey, considéré par le public et la presse taurine comme le meilleur adverse du Clairon, et chargé d'enlever l'écharpe inaugurale, devant tous ses confrères. Durant la Seconde Guerre mondiale, elle est déboulonnée dans le cadre de la campagne de récupération des métaux non ferreux, et n'est jamais retrouvée. Une seconde, en pierre, est sculptée par Camille Soccorsi, et inaugurée le 28 juillet 1963.
Le 18 mai 1924, à Lunel, le taureau Ramoneur se révèle lors d'une course d'espoirs en rentrant tous ses rubans. Les chroniqueurs taurins le décrivent comme un taureau fantasque et désordonné, mais il impose son tempérament sauteur et cocardier aux raseteurs. À Beaucaire, le 8 août 1926, il réalise une de ses meilleures courses, et blesse un spectateur dans la contre-piste. Dans les mêmes arènes, le 26 septembre, il rentre sa cocarde primée à 850 francs. Le 1er novembre, le Ramoneur est la vedette de la course de clôture de la saison de Beaucaire, et bouscule sans gravité quelques spectateurs en sautant en contre-piste. Le 19 juin 1927, il retrouve les arènes de Lunel après deux ans d'absence. Le 9 octobre, à Beaucaire, il rentre la cocarde et le garrot. Le 1er septembre 1930, à Saint-Gilles, le Ramoneur  rentre ses glands primés à 800 francs. Le public l'acclame au même titre que le Sanglier et le Clairon. Ils sont programmés ensemble lors d'une course complète de la manade, à Nîmes, le 31 août 1930; douze mille personnes sont présentes dans les gradins.
Dans les années 1920, Fernand Granon assure neuf courses à Montpellier, dont les arènes s'ouvrent de plus en plus à la course libre. Le 6 juin 1923, il achète le deuxième lot de la « Maison aux volets verts », et le 26 juillet 1924, le troisième et dernier lot. En 1929, Granon perd quatre-vingt-dix-sept bêtes à cause d'un hiver très froid. Le marquis Folco de Baroncelli-Javon, dont la manade pâture au Cailar, sur des champs voisins de ceux de Granon, propose à ce dernier qu'ils s'échangent dix anoubles mâles, puis un an plus tard, dix anoubles femelles. Poliment, Granon décline, mais quelques années plus tard, dans une lettre adressée à son gardian Jourdan, il regrette son refus: « j'ai dit au Marquis: je respecte votre race, qui vaut la mienne, mais gardons chacun ce que nous avons. J'aurais dû accepter car ce croisement de sang aurait fait du bien à ma race qui, physiologiquement parlant, dépérit par consanguinité. Le moral demeure, le sang ne change pas, mais les saillies entre parents très rapprochés sont néfastes au développement physique». Fernand Granon est également le premier président d'honneur du club taurin aimarguois.

### Période Delbosc
Le 1er mars 1937, les frères Marcel et René Delbosc achètent les bêtes de Fernand Granon, très affaibli: « J'ai vendu par force, pas par besoin. J'ai le fémur fracturé et aplati, et la jambe droite cassé trois fois. Tous les médecins que j'ai vu m'ont déconseillé de remonter sur un cheval sous peine de me coucher définitivement ». Mais ce dernier ne leur cède pas les pâturages du Cailar, de Sainte-Anne et de la tour d'Anglas.
Originaires de Lunel, propriétaires viticoles, les frères Delbosc font leurs premières armes à la manade Arnaud-Reynaud, à Saint-Just. Marcel Delbosc est né le 22 août 1901, et son frère René est né le 9 août 1905. Ils achètent les bêtes de la devise rouge et jaune, le 31 août 1934, puis celles de la devise rouge et verte, en 1937. Ces deux troupeaux permettent aux Delbosc d'assurer intégralement plusieurs courses, mais déclenchent une certaine jalousie. Notamment à cause de la qualité de leurs taureaux, parmi lesquels Sarraïé, cocardier à la robe gris cendré, qui sort trois fois dans les arènes de Montpellier. Des menaces leur sont adressées ; Marcel Delbosc et sa femme mangent sur le toril des arènes d'Arles pour surveiller leurs cocardiers. Arthur San Juan, père du raseteur Francis San Juan, participe à la vie de la manade sitôt son travail de chevillard terminé; il reste gardian amateur à la devise rouge et verte lorsque Jean Lafont la rachète. Le 6 septembre 1937, dans les arènes de Lunel, Sarraïé permet aux frères Delbosc d'obtenir le Trident d'Honneur, nouvellement instauré.
Le lundi 4 juillet 1938, les taureaux Ensella et Charmentoun participent à la neuvième Cocarde d'or d'Arles, et marquent le retour de la devise rouge et verte dans les arènes d'Arles. En 1942 et 1943, la Cocarde d'or se déroule sur deux courses. Les manades Delbosc et Aubanel-Baroncelli assurent intégralement chacune des courses. Sarraïé est désigné « meilleur taureau » de la course à deux reprises. Le 23 mai 1943, le taureau Cafetié se révèle au grand public lors d'une course à Graveson. Né en 1936, son nom, volontairement écrit à la provençale, provient de sa première course, à Lansargues, où le cafetier du village lui verse un peu de pastis lors de sa sortie. Très physique, il coupe le terrain et raccompagne le raseteur aux planches, mais ne parvient à exprimer pleinement ses qualités que dans les grandes arènes. La presse taurine le compare au Sanglier. En 1945, la manade Delbosc assure seule la Cocarde d'or. La même année, l'un des gardians de la manade est tué par une mine. « Écœurés », selon Jean Lafont, les frères Delbosc décident de vendre la devise rouge et verte, Marcel Delbosc étant, de surcroît, atteint par une sciatique.

### Période Lafont
Le 21 décembre 1945, Jean Lafont signe un compromis de vente pour acheter les bêtes aux frères Delbosc. L'acte de vente est signé le 11 mars 1946
.
Devenu propriétaire de la devise rouge et verte, Lafont décide d'embaucher Paulin Girard et Jules Périer, anciens gardians de Fernand Granon, afin d'assurer la filiation avec ce dernier. Il se rend régulièrement au no 8 de la rue Emile Jamais pour donner des nouvelles de la manade à Granon. Depuis le « poste de commandement », Granon, que la presse taurine surnomme le centaure du Cailar, transmet sa méthode à Lafont, et lui conseille de se concentrer sur la course camarguaise. Il va souvent dans les pâturages, mais à cause de son état physique, il s'y rend en charrette, tiré par le cheval Pompom, acheté à son confrère Marcel Mailhan.
Lafont assure sa première royale à Béziers, en 1946. Le 14 juin de la même année, lors d'une course à Beaucaire, le taureau Cafetié rentre au toril sans avoir reçu un seul raset. Quinze jours plus tard, lors de la Cocarde d'or, Cafetié réalise une performance unique dans l'histoire de cette épreuve: rentrer tous ses attributs à l'issue de sa course. En août, Lafont accepte de vendre quinze vaches à Montaut-Manse, son ancien manadier. L'année suivante, le taureau Pescaluno prend la place de vedette de la devise, en lieu et place de Cafetié. Selon Lafont, il est le meilleur taureau de sa manade pendant les années 1947 et 1948. Il termine chaque action à la barrière, et saute régulièrement derrière le raseteur depuis la piste, mais aussi depuis la contre-piste. Le 8 mai 1949, la manade Lafont assure une course complète avec ses meilleurs taureaux parmi lesquels Cafetié, Mounla et Pescaluno. Ce dernier se blesse sérieusement pendant une course à Nîmes, en 1951, en sautant en piste derrière le raseteur Julien Quilès. Il ne retrouve pas totalement ses moyens, et sa carrière en piste prend fin à onze ans.
Parallèlement à la course camarguaise, Lafont assure de nombreuses abrivados et bandidos, malgré la réprobation de Granon. Excellent cavalier, Lafont mène parfois seul des abrivados à Marsillargues, où ses gardians ne viennent pas pour raison de santé, ou à Tarascon, où des anti-Lafont montent une cabale contre lui et font pression auprès des cavaliers locaux pour qu'ils renoncent à courir avec lui. En 1960, à Vauvert, une vache est gravement blessée durant une bandido; Lafont est contraint de la faire abattre, et renonce définitivement à ces prestations: « perdre une vache, pour une manade, c'est une catastrophe intime ».
Le 24 avril 1950, lors d'une course à Nîmes, le cocardier Cosaque se révèle au grand public en blessant les raseteurs Eyraud et Lopez. Né en 1944, Lafont le nomme ainsi en souvenir du taureau Cosaque de la manade Pouly, dont les cornes ont une inflexion similaire. Taureau petit et vif, il se fait régulièrement déposséder de la cocarde et des glands dans les trois premières minutes de course avant de se ressaisir et d'enchaîner les actions spectaculaires aux planches. En 1956, il est désigné « Meilleur taureau de la course » lors de la Cocarde d'Or; les douze mille spectateurs présents scandent son nom lors de la remise des prix. Le 21 octobre, il remporte le titre de Biòu d'or créé deux auparavant. Cosaque décède en février 1958 dans les prés de Sainte-Anne. Lafont fait enterrer son corps près de la tour d'Anglas, dépose une stèle à sa mémoire, et fait naturaliser sa tête par un taxidermiste de Paris, qu'il offre au club taurin beauvoisinois Lou Cosaque. Le samedi 4 juin 2016, le club taurin Lou Cosaque inaugure la stèle, dont il a intégralement financé la rénovation, en présence des gardians de la manade. Sont également présents Louis Nicollin, qui a racheté la manade en 1997, Guy Schram, maire en exercice de Beauvoisin, de nombreuses personnalités de la bouvine, ainsi que les supporters de la devise.

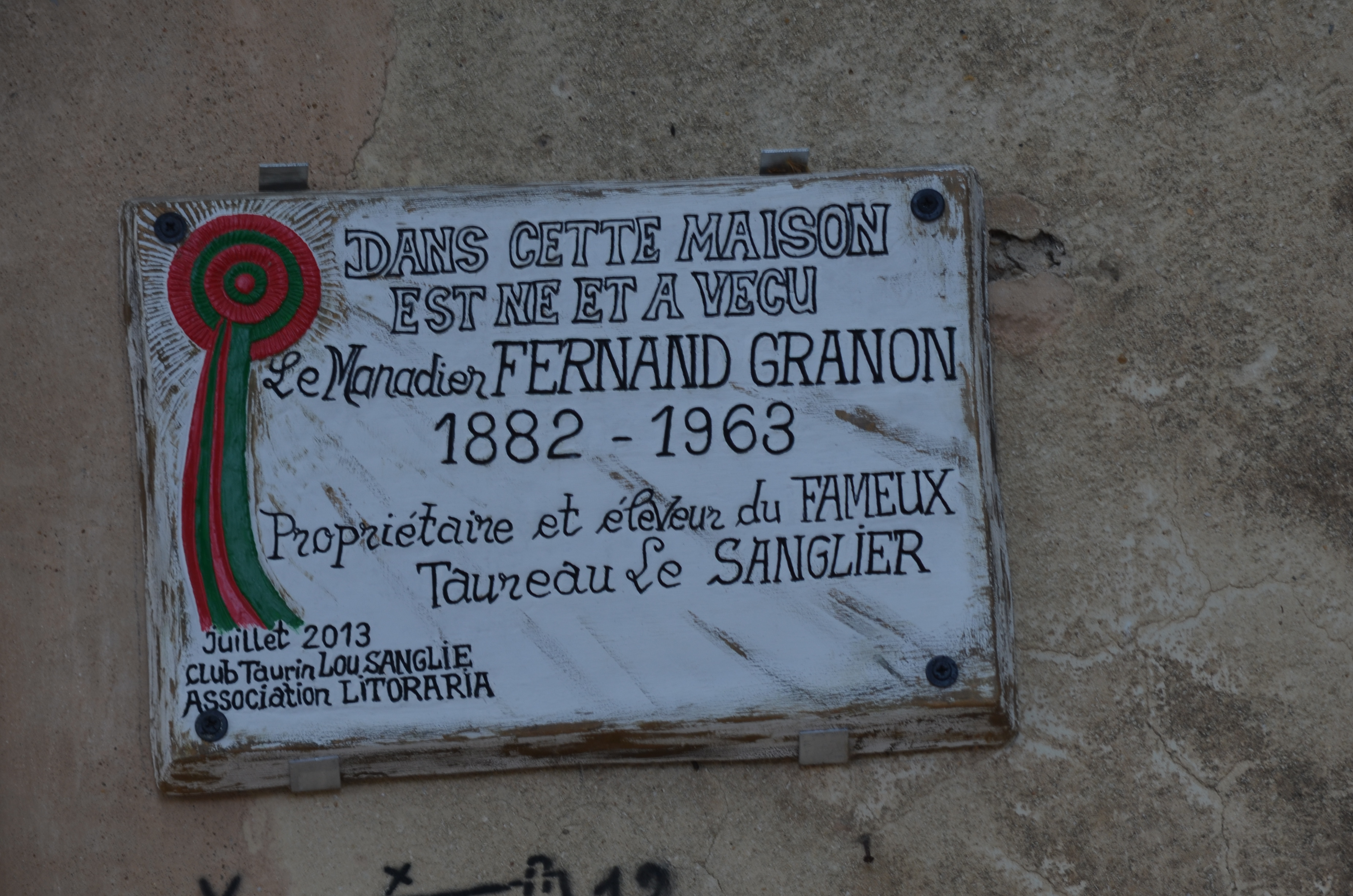
Plaque célébrant la mémoire de Fernand Granon.

En 1960, Lafont achète les pâturages de Granon. Ce dernier, proche des quatre-vingt ans, les lui vend car il a reconnu la valeur de Lafont en tant que gardian, et tient à être certain que ses bêtes puissent bénéficier de terres à l'herbe abondante : « Avec Lafont, je peux mourir tranquille, car la manade est bien tenue. Bien que sa vie passée, et ses études, ne l'aient pas porté à aimer les taureaux, j'ai reconnu qu'il était assez à son affaire. Je lui vend mes pacages pour que mes bêtes aient mes terres ». Lafont considère que Granon lui a rendu le plus bel hommage qui soit. Le 31 juillet 1963, la devise rouge et verte enregistre le décès de Fernand Granon. Il est enterré le lendemain, en présence de Jean Lafont, ainsi que de plusieurs proches et personnalités de la bouvine. Le convoi funèbre est tiré par Pompom, le dernier cheval de Granon. Le 31 juillet 1988, le Grau-du-Roi organise une journée baptisée «le rouge et le vert», célébrant le vingt-cinquième anniversaire du décès du manadier. Le 27 juillet 2013, le club taurin cailaren Lou Sanglié honore la mémoire de Granon en déposant une plaque commémorative sur le mur de sa maison natale.
En 1961, la manade voit la naissance du taureau Cailaren. Trois ans plus tard, il remporte un trophée à Saint-Rémy-de-Provence lors d'une course assurée par les manades Blatière, Lafont et Laurent. Il devient Biòu d'or en 1967, à égalité avec Loustic, cocardier de la manade Laurent. Sa première participation à la Cocarde d'Or a lieu le 5 juillet 1971, mais un violent orage s'abat sur Arles, et la course est reportée. Il réalise ses meilleures sorties dans les arènes de Lunel, et y fait son ultime course à dix-sept ans.
Le taureau Joinville nait en 1968. Lors d'une course, un raseteur le blesse à l'œil, et sa carrière est stoppée. Il reçoit le titre de Biòu d'or en 1972. Le 2 novembre de la même année, un ophtalmologiste de Montpellier l'opère dans les prés de Sainte-Anne, en présence de Jean Lafont et de ses gardians. L'opération réussit, mais Joinville fait une rechute quelques jours plus tard, et reste borgne. En dépit de son handicap, Lafont le classe en première position dans les courses; la presse taurine et le grand public l'appellent la super vedette de la devise rouge et verte de 1973 à 1975.
Né la même année que Joinville, Ventadour se révèle à l'âge de sept ans lors d'une course à Marsillargues. Il déplace une foule nombreuse à chacune de ses sorties, et la presse taurine loue ses qualités de rapidité et d'anticipation, qu'il exprime surtout à Lunel, sa piste de prédilection. Il reçoit le Biòu d'or en 1977 et 1979. Il est désigné Meilleur Taureau de la Finale du Trophée des As de 1979, mais Jean Lafont va offrir le bouquet qu'il a reçu pour son taureau à Christian Chomel, jeune raseteur de dix-neuf ans, qui a défié Ventadour, en lui disant: « Ce n'est pas Ventadour qui mérite ce bouquet, c'est toi ». Il fait son ultime course à Lunel le 28 octobre 1984. Jacky Siméon le considère comme le meilleur taureau de Jean Lafont.
Le taureau Furet II nait en avril 1980. En 1984, à l'occasion de la fête votive de Sommières, il rentre sa cocarde à l'issue de sa course, et le public l'acclame. La même année, il est retenu pour la Finale du Trophée de l'Avenir qui se tient à Châteaurenard, et s'impose comme le meilleur taureau de la course, ce qui lui vaut d'être sacré Biòu de l'Avenir. Les raseteurs déclarent redouter sa vitesse. Le 28 avril 1985, dans les arènes de Nîmes, il saute à la suite du raseteur Jacky Siméon, et blesse un spectateur dans la contre-piste. En 1986, il est sacré Biòu d'or.

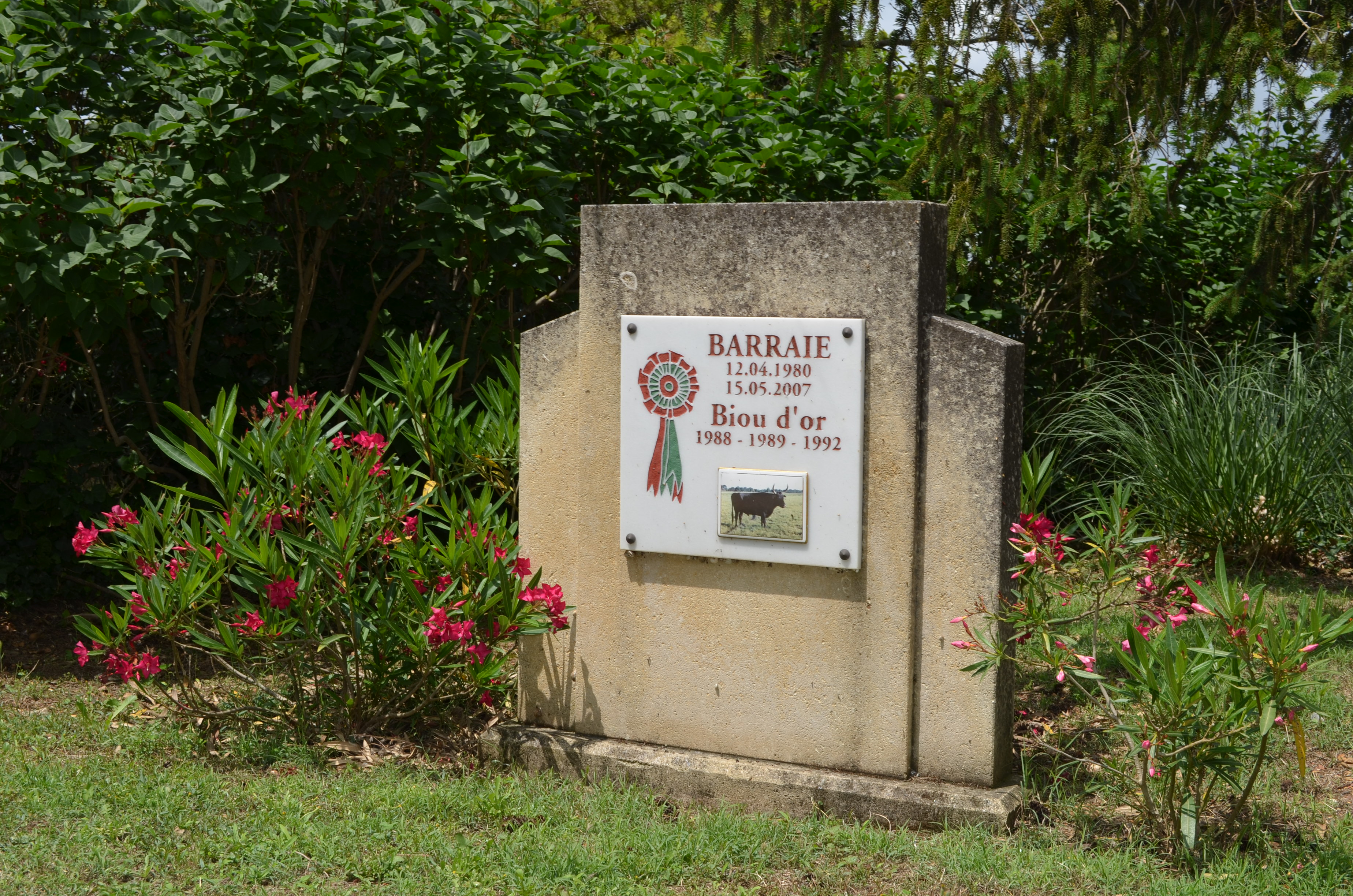
La stèle de Barraïé.

Né le 15 avril 1980, le taureau Barraïé effectue sa première course le 14 août 1983, au Cailar, lors d'une course de taureaux neufs. Taureau sauteur, changeant régulièrement de place, il montre d'excellentes aptitudes malgré son jeune âge. Il est incorporé aux courses du Trophée de l'Avenir en 1985, puis au Trophée des As l'année suivante. Le 27 mars 1988, Barraïé et Furet II sont les deux meilleurs taureaux d'une course complète de la manade. Le 23 mai, à Lunel, Barraïé et Cabanié donnent satisfaction au public, lors de la Royale de Lafont. Le 12 juin, il réalise sa meilleure course de l'année 1988 au Grau-du-Roi.
Il est le meilleur taureau de la finale du Muguet d'Or 1989, et de la Royale de Lafont, au Grau-du-Roi. Il est désigné Meilleur Taureau de la Palme d'Or de Beaucaire, et reçoit le Biòu d'or, en 1988 et 1989. Il draine une foule nombreuses à chacune de ses sorties. Selon les chroniqueurs et les raseteurs, il réalise la meilleure course de sa carrière à Lunel, en mai 1991. Le 30 juin de la même année, en Arles, Barraïé coince la cheville de Chomel, l'empêchant de participer à la Cocarde d'Or du lendemain. Il effectue sa dernière course à Nîmes, le 23 mai 1993. Il devient le premier taureau à recevoir un troisième Biòu d'or en 1992, avant d'être sacré «Biòu d'or des Biòu d'or du XXe siècle» en 2001. Il décède le 15 mai 2007, dans les prés de Sainte-Anne, à l'âge de vingt-sept ans. Louis Nicollin, devenu propriétaire de la devise rouge et verte dix ans plus tôt, le fait enterrer en face de la pièce principale du mas d'Anglas. Barraïé est statufié à Saint-Christol, le 2 mars 2013, à l'initiative du club taurin Lou Ferri.
Jean Lafont meurt le 13 janvier 2017, à l'âge de 94 ans,,,.

### Période Nicollin
Le 26 mars 1997, Jean Lafont annonce qu'il vend son troupeau et ses terres, à Louis Nicollin, déjà propriétaire de la manade Saint-Gabriel, qui lui fait la promesse de ne jamais vendre aucune bête. Il se retire officiellement en 1998, à la fin de la saison. La manade s'appelle d'abord Lafont de 1998 à 2000, puis Lafont-Nicollin de 2000 à 2002. Elle prend définitivement le nom de Nicollin en 2002. Parallèlement à l'élevage et à la course camarguaise, Nicollin entreprend la réhabilitation de la tour d'Anglas qu'il transforme en mas: l'écurie est rénovée en salle de réception, et l'étage en musée de la devise rouge et verte, avec trophées et photos. Une petite arène est construite aux abords du mas.
Toujours en 1997, Louis Nicollin rachète également La Churascaïa, la mythique boîte de nuit fondée par Jean Lafont en 1965 et située à Vauvert.
Virat est le premier cocardier de l'ère Nicollin à remporter le Biòu d'or, ainsi que le titre de Meilleur Taureau de la Palme d'or de Beaucaire,, en 2002 et 2004. Né en 1995, il est retenu pour la course d'adieux du raseteur Patrick Siméon en 1999. Sa carrière est également marquée par deux blessures sérieuses. Lors de la Finale du Trophée des As en 2003, il reçoit un coup de crochet à l'œil qui le laisse borgne. Lors de la Finale de l'édition 2004, il conclut violemment une action aux planches qui lui vaut un traumatisme aux cervicales. Sa carrière prend fin en 2008. Sa course d'adieux a lieu dans les arènes de Beauvoisin, en août 2009. Le samedi 21 juin 2014, à l'initiative de Louis Nicollin, sa statue est inaugurée devant le mas d'Anglas, en présence de son manadier et de nombreuses personnalités de la bouvine, parmi lesquelles Sabri Allouani. En décembre 2014, les manadiers de Camargue, réunis au mas d'Anglas pour leur assemblée générale, clôturent la matinée par une photo de famille devant la statue de Virat.
Le 17 avril 2015, Louis Nicollin annonce que la manade Saint-Gabriel, qu'il a fondé en 1987, est rebaptisée manade Louis Nicollin, tout en gardant les deux élevages séparés.
Louis Nicollin décède le 29 juin 2017, le jour de son 74ème anniversaire, quelques mois après Jean Lafont.

## Palmarès
- Biòu d'or : Cosaque en 1956, Mario en 1963, Cailaren en 1967, Joinville en 1972, Ventadour en 1977 et 1979, Furet en 1986, Barraïé en 1988, 1989 et 1992[3]. Virat en 2002 et 2004. Landié en 2019.
- Biòu de l'Avenir : Lebrau en 1962, Mauguiolen en 1980, Furet II en 1984, Belluguet en 1992, et Sargahon en 1994[115].
- Trident d'or de la Palme d'or de Beaucaire: 1930, 1956, 1957, 1958, 1959, 1960, 1961, 1962, 1965, 1966, 1970, 1980, 1981, 1982, 1984, 1985, 1989[116].
- Meilleur taureau de la Cocarde d'or : Cafetié en 1946, Mounla en 1954, Facteur en 1955, Cosaque en 1956, Juif en 1959, Othello en 1960, Cabrian en 1961, Gobelet en 1962, Mario en 1963, 1964 et 1965, Périclès en 1979, Basile en 1992, Juvenal en 1998[117].
- Meilleur taureau de la Palme d'or de Beaucaire : Barraïé en 1988[118] et 1989[119], Triton en 2000[120], Virat en 2002 et 2004.
- Cocardière d'Or: Isoarde en 1981, Emuna en 1986, et Tartugo en 1990 et 1993[121]

## Lieux de pâturages

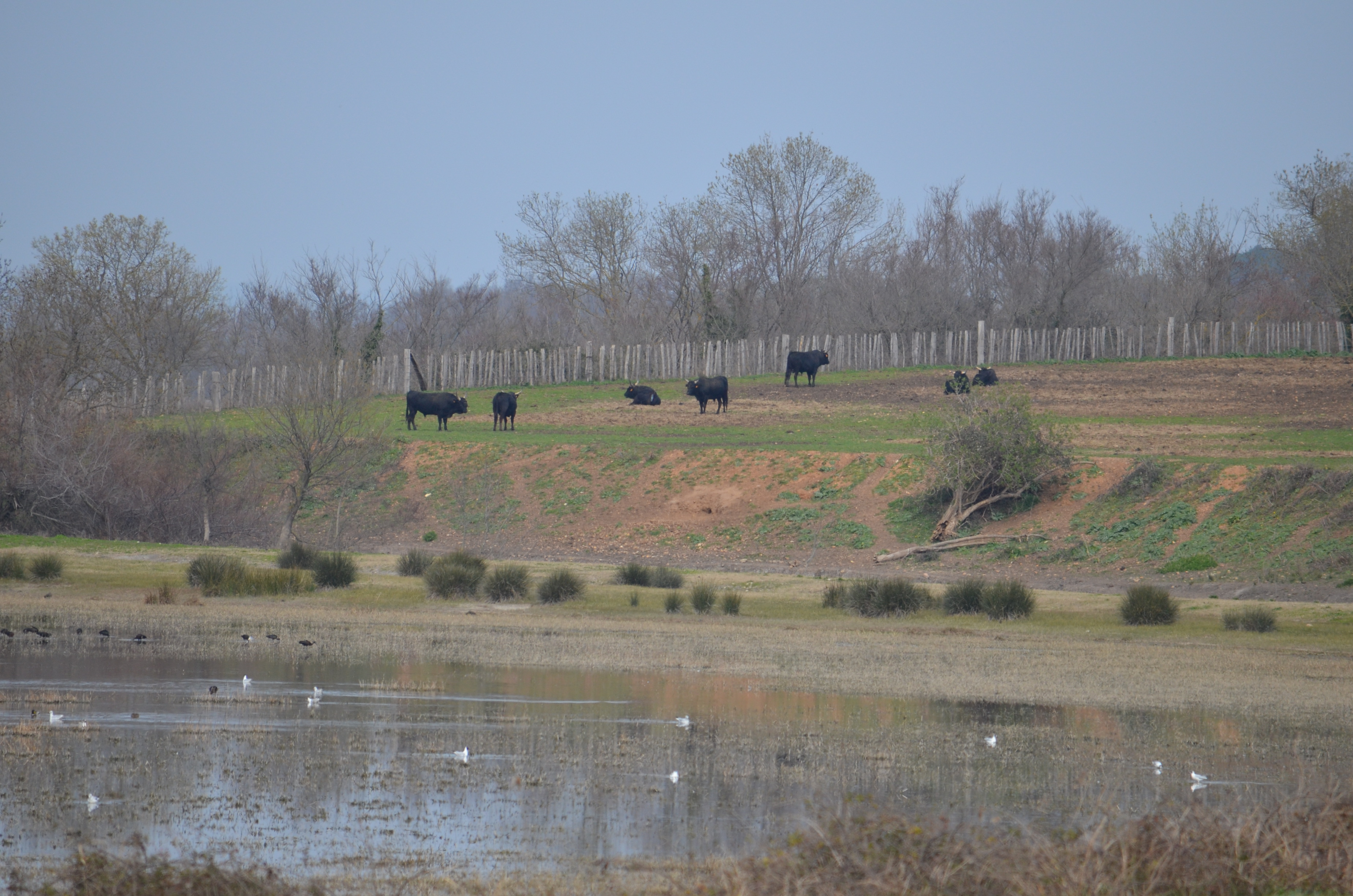
Les taureaux de la devise rouge et verte près du marais du mas d'Anglas.

Les bêtes de la devise rouge et verte pâturent sur trois cent soixante-cinq hectares, et quatre-vingt-quatre ares, de superficie, qui se répartissent comme suit: 

-cinq lots de prés, soit un hectare, et quatre-vingt-quatre ares, achetés par Anna Combet-Granon, entre 1912 et 1916, sur la commune du Cailar.

-dix-huit hectares de prés, répartis en six lots, achetés par Fernand Granon entre 1922 et 1930, sur la commune du Cailar.

-le 11 juillet 1933, Granon devient propriétaire du mas Sainte-Anne, situé sur la commune de Vauvert, et de ses terres, soit cent quatre-vingt-onze hectares.

-le 26 octobre 1933, Granon achète le mas de la tour d'Anglas, situé sur la commune d'Aimargues ainsi que les terres et le marais, soit cent cinquante et un hectares.

-la vicomtesse Marie-Laure de Noailles, avec qui Jean Lafont a une liaison dans les années soixante, achète le mas des Hourtès, ainsi que les prés attenants, et les offre à son ancien amant, soit vingt-deux hectares.

## Personnalités
Le 3 octobre 1931, Gaston Doumergue vient assister au tri des taureaux pour la course donnée en son honneur par Aigues-Vives, son village natal. Depuis, la devise rouge et verte a reçu de nombreuses personnalités de la politique, et surtout du spectacle:
| - Jean-Claude Brialy - Bernard et Annabel Buffet - César Baldaccini - Jacques Chazot - Jean Cocteau - Eddie Constantine - Alain Delon | - Caroline Kennedy - Jacky Kennedy - Claude Pompidou - Manitas de Plata - Micheline Presle - Romy Schneider - Manuel Valls |

## Galerie

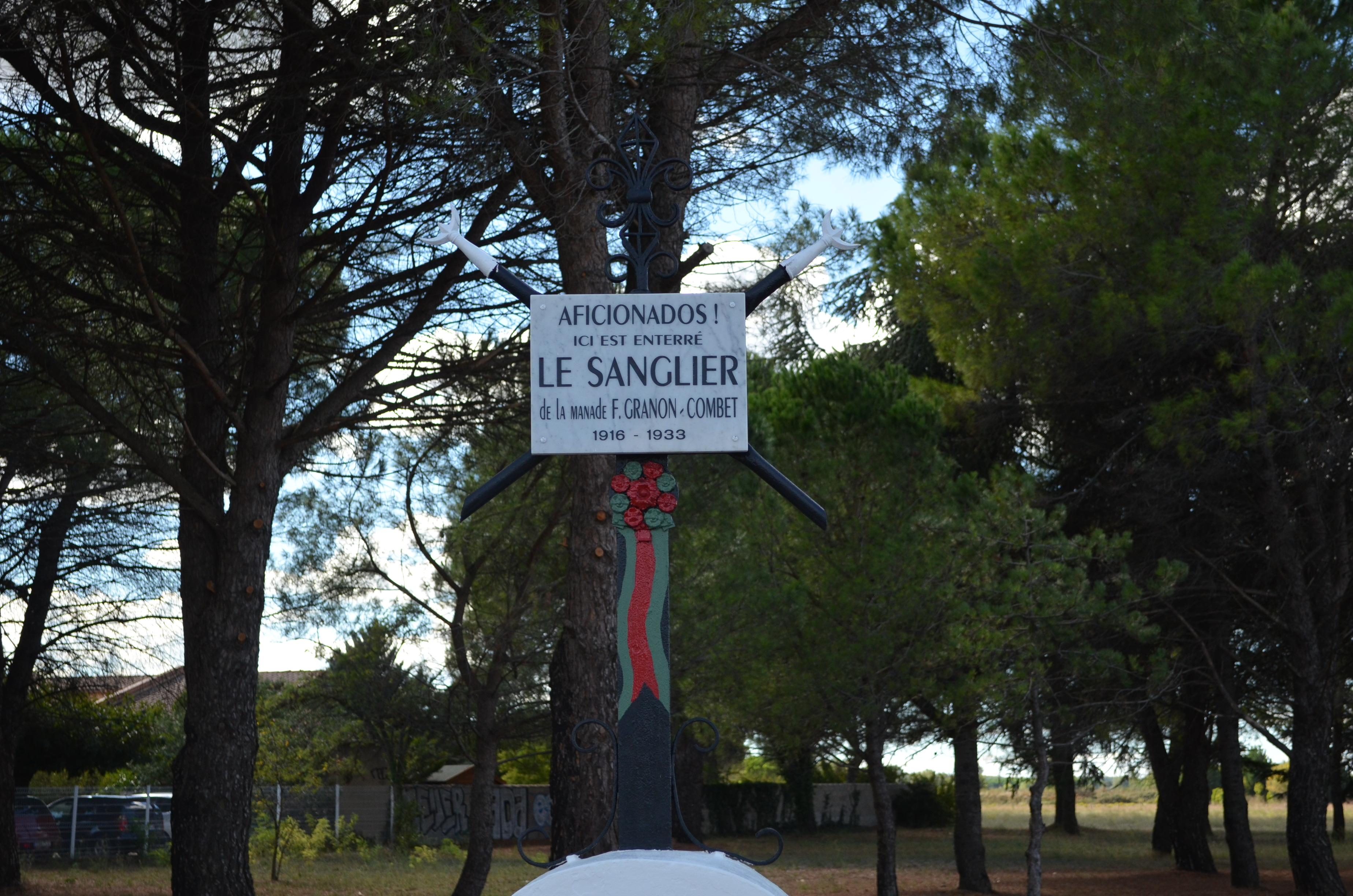
L'épitaphe ornant la tombe du Sanglier, rédigée par Fernand Granon.
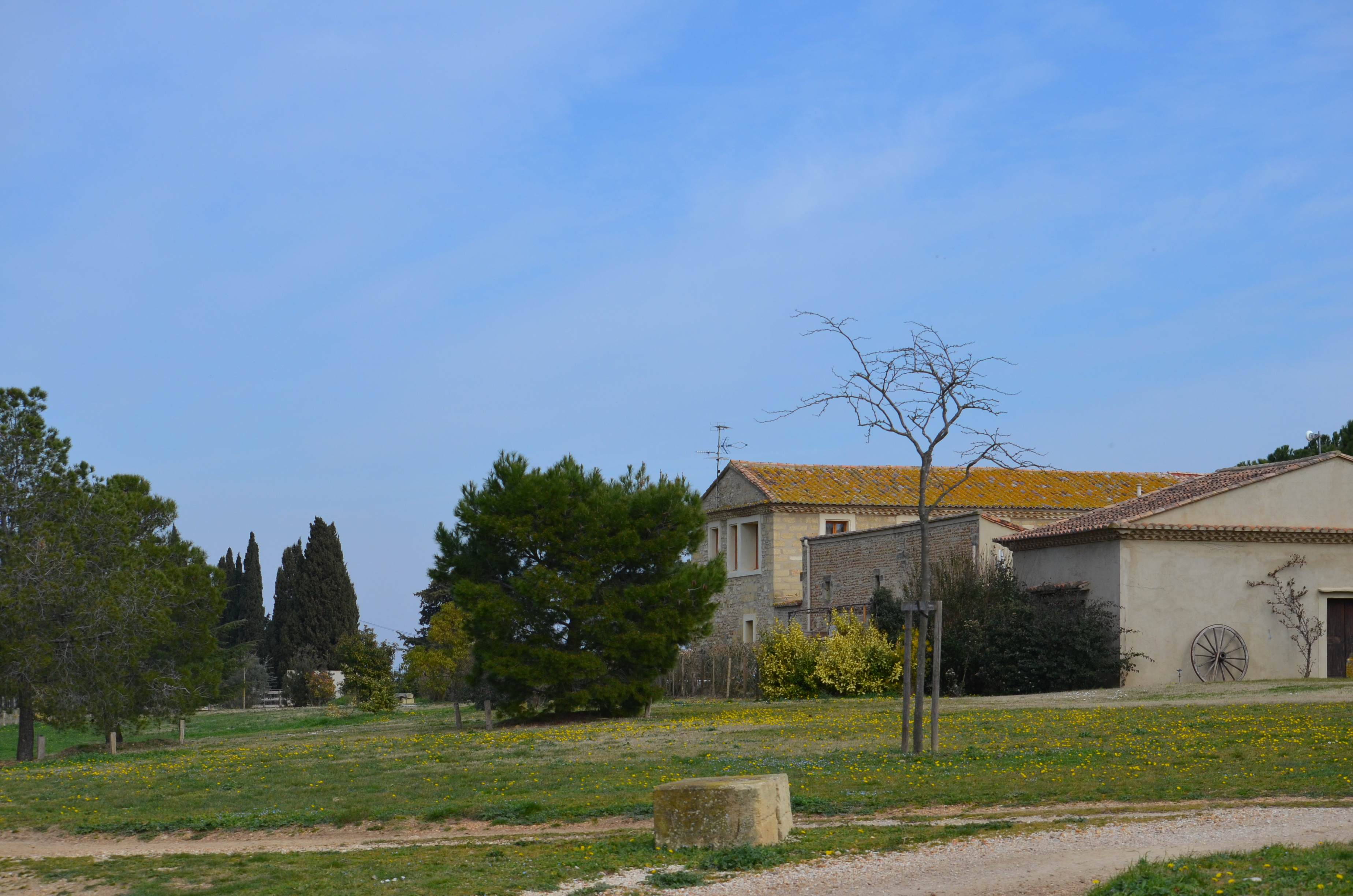
Vue du mas d'Anglas.
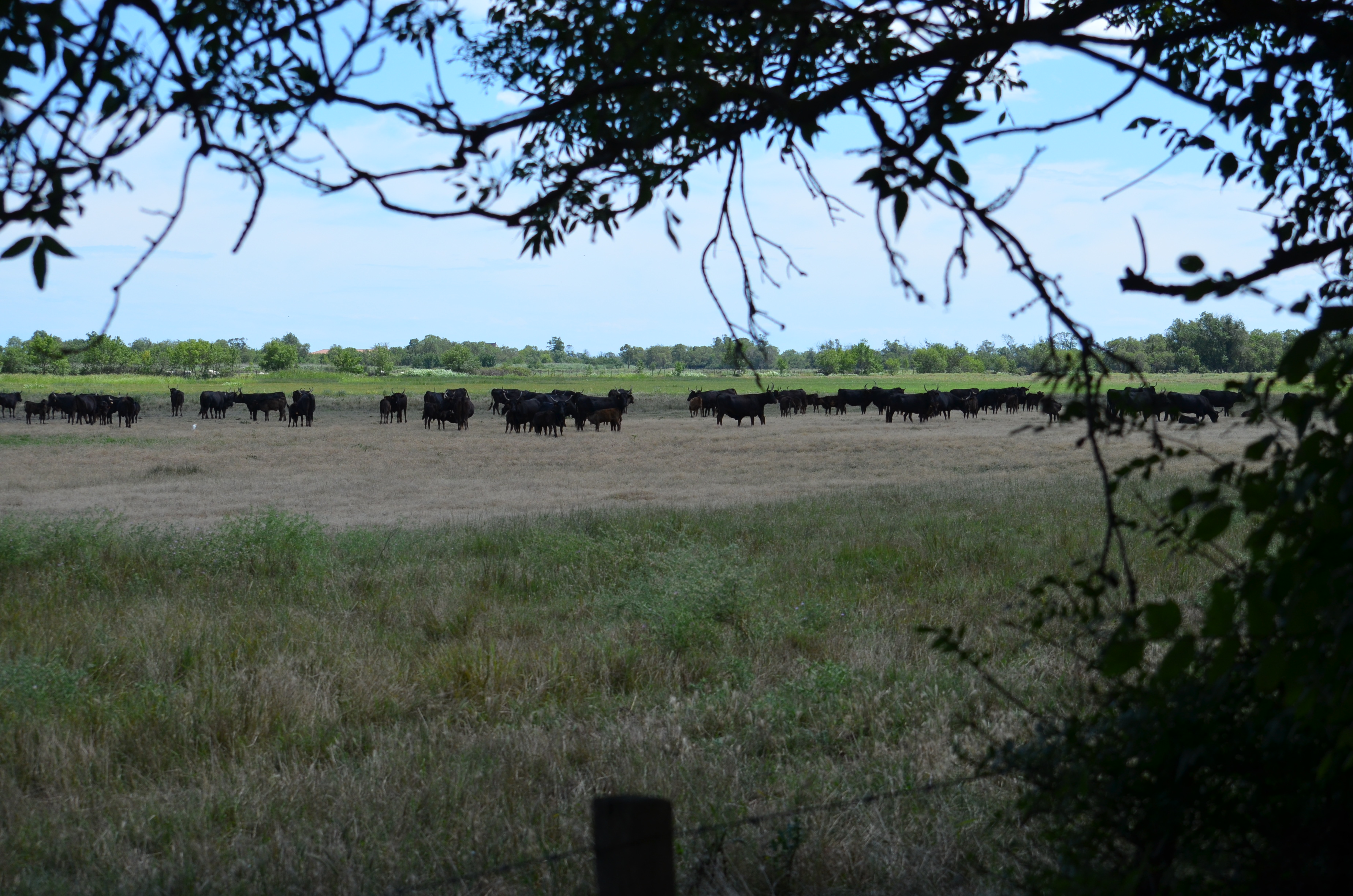
Dans les prés du Cailar.
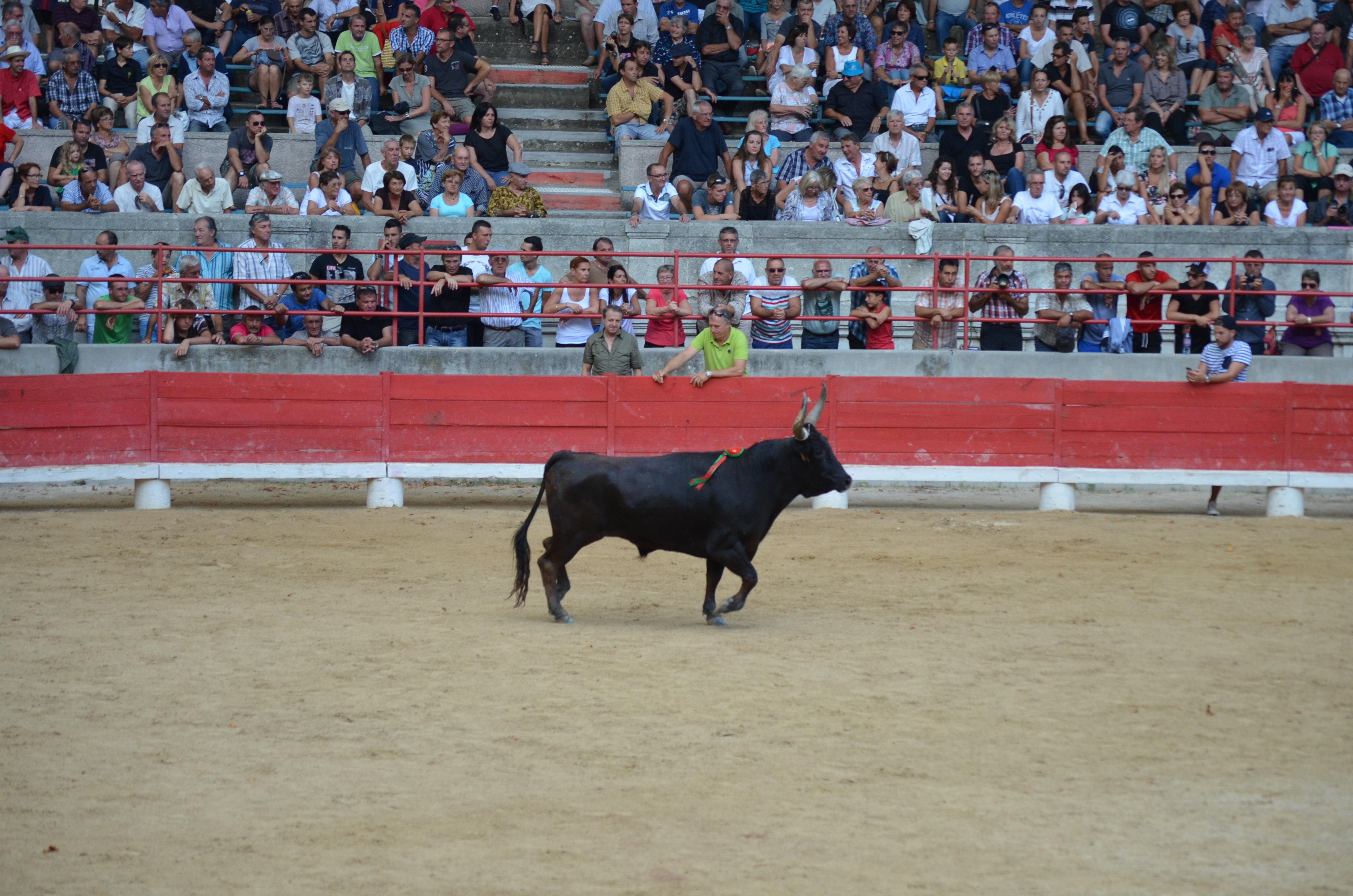
Taureau de la manade Nicollin dans les arènes Paul-Laurent de Beaucaire.
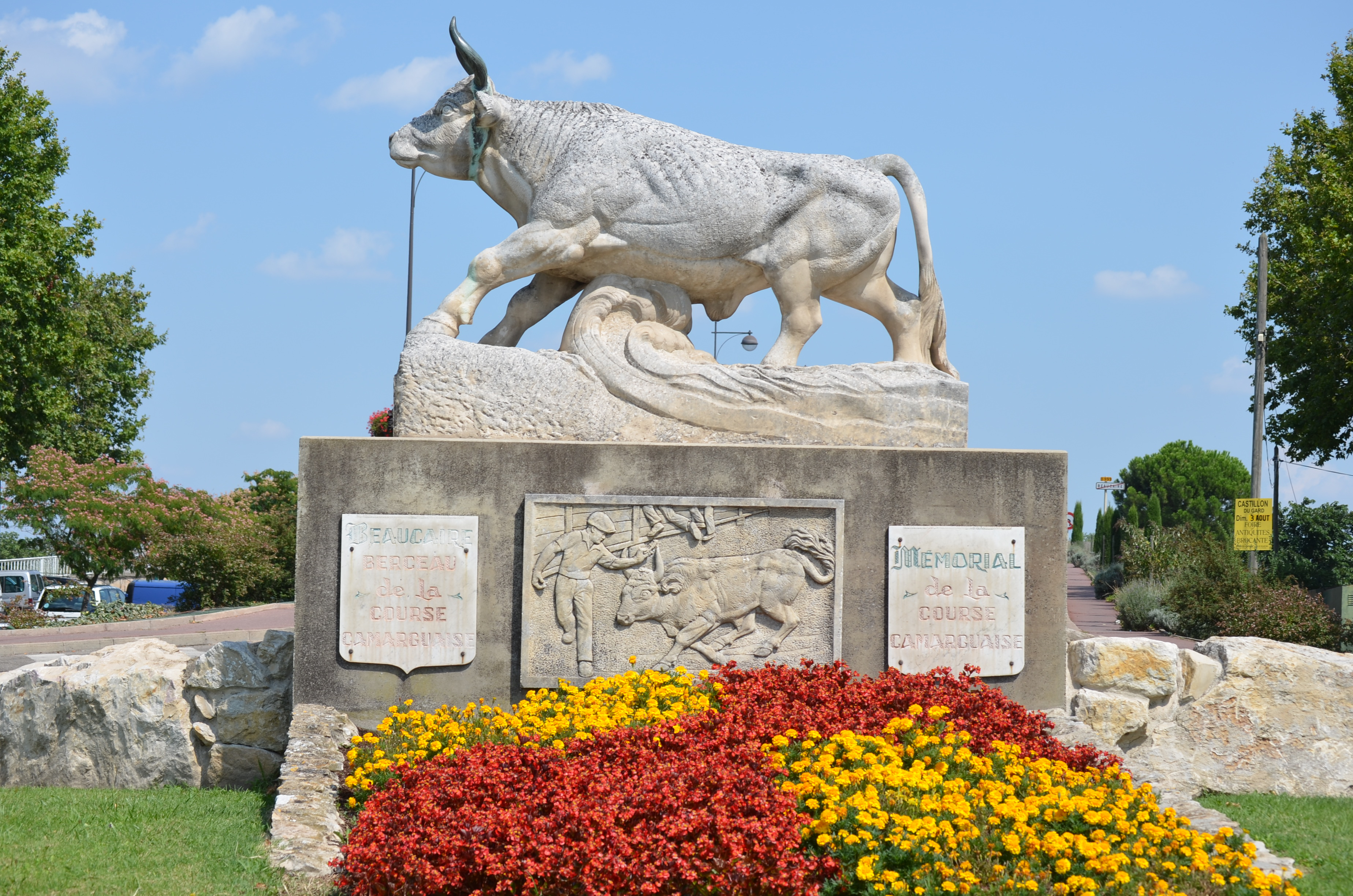
La statue du Clairon, à Beaucaire.
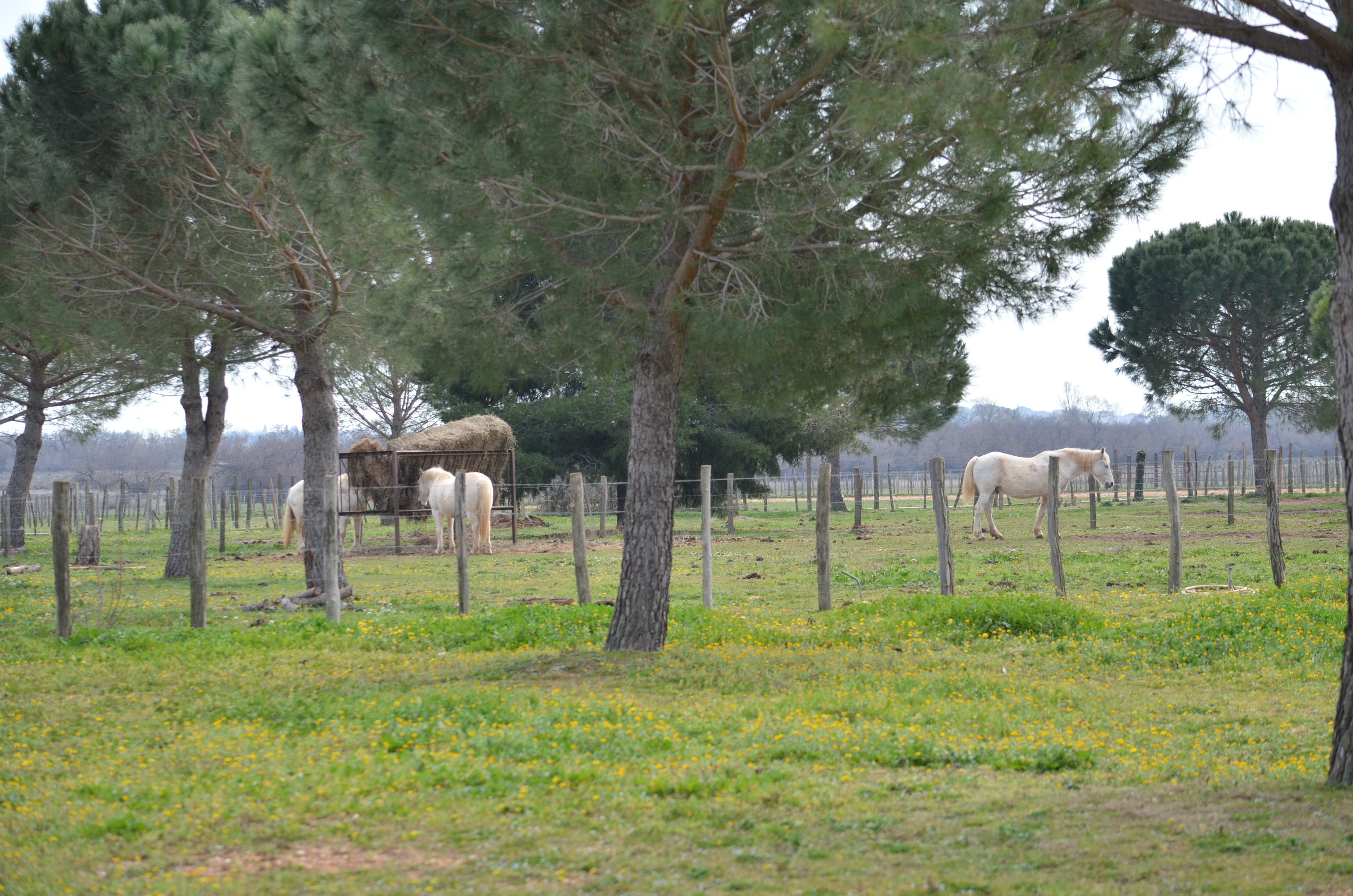
Chevaux de la manade, au mas d'Anglas.
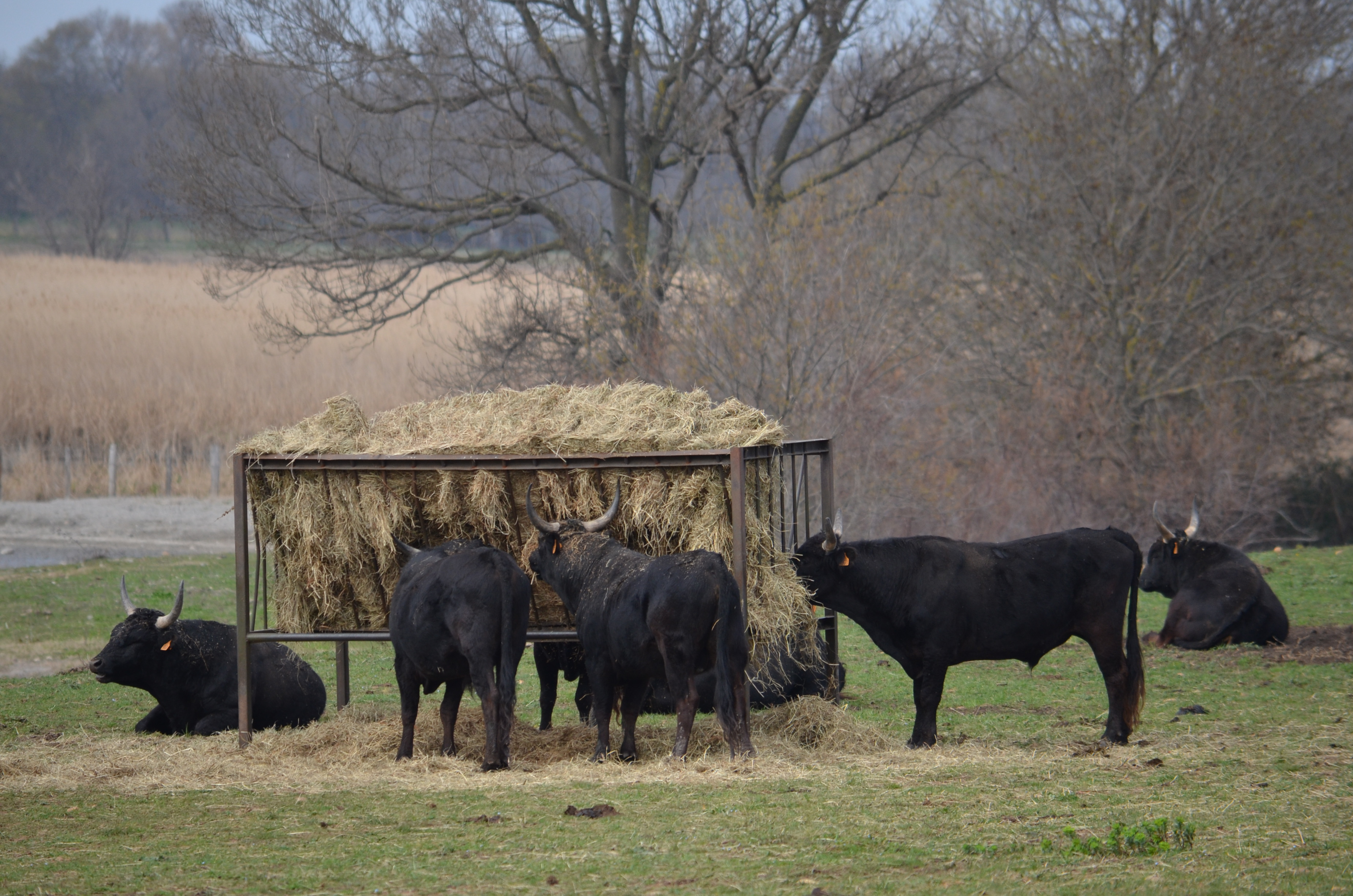
Les taureaux se nourrissant.
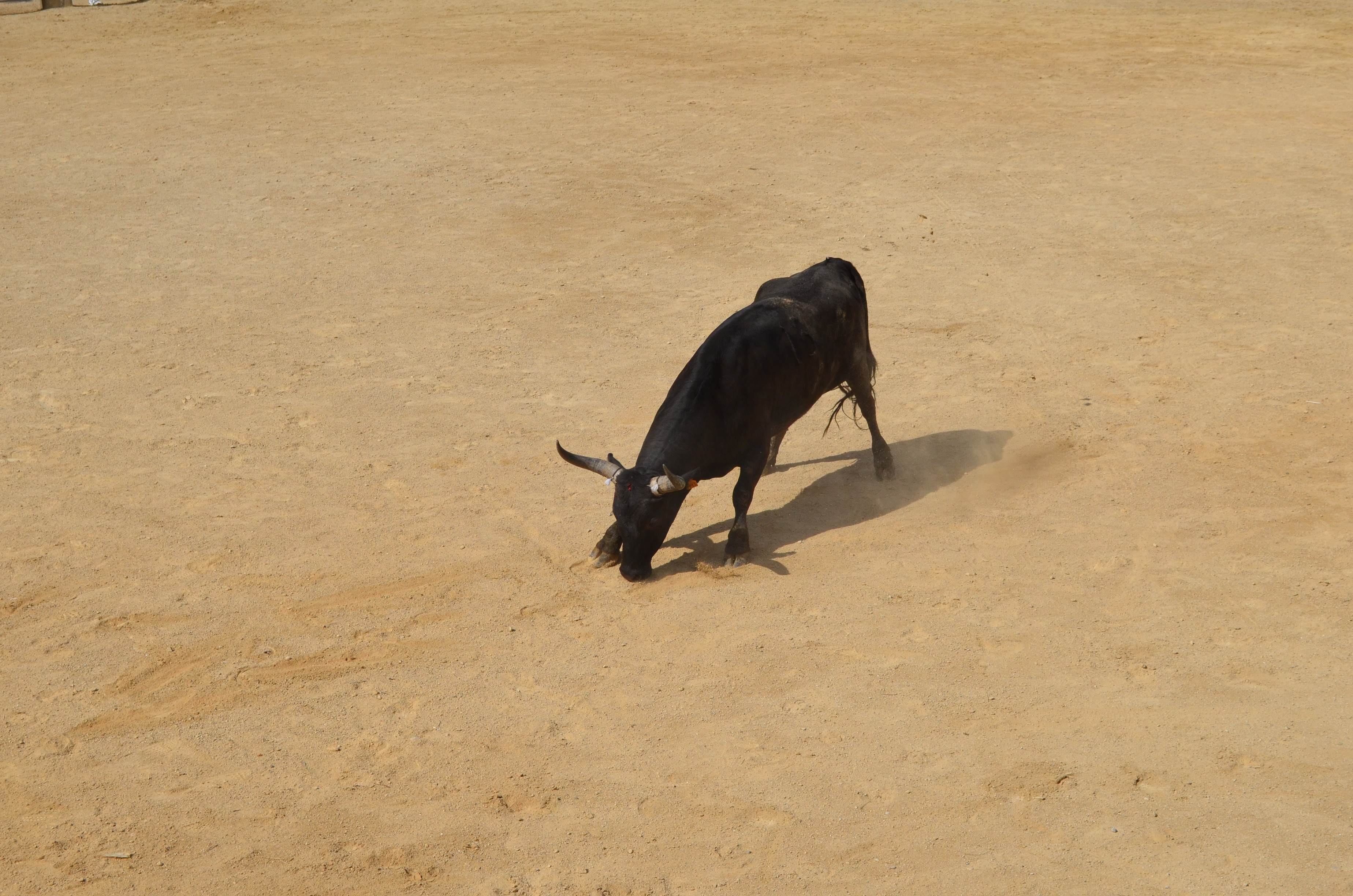
Taureau de la manade Nicollin, lors d'une course.
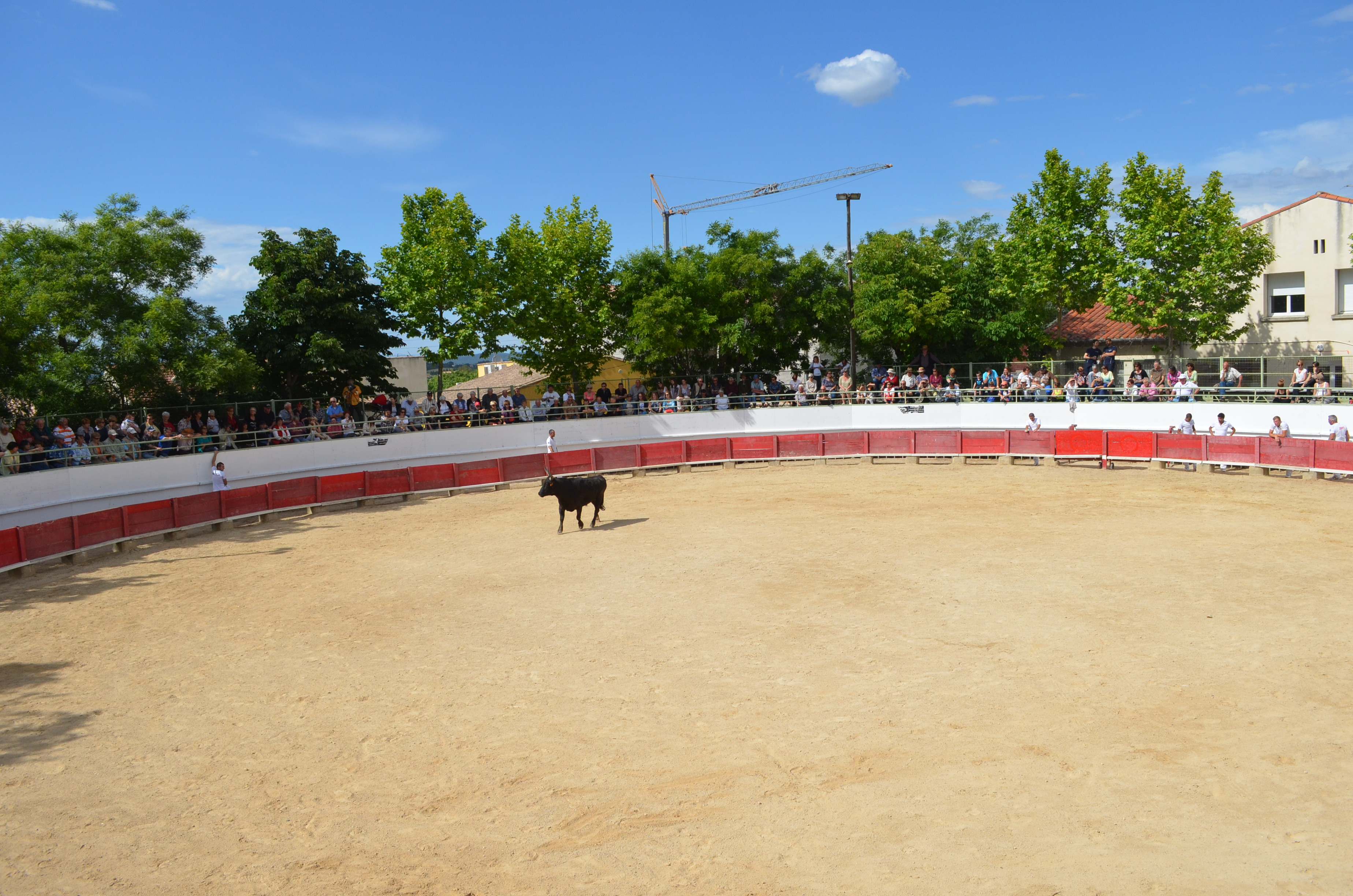
Taureau de la manade, dans les arènes de Saint-Christol.
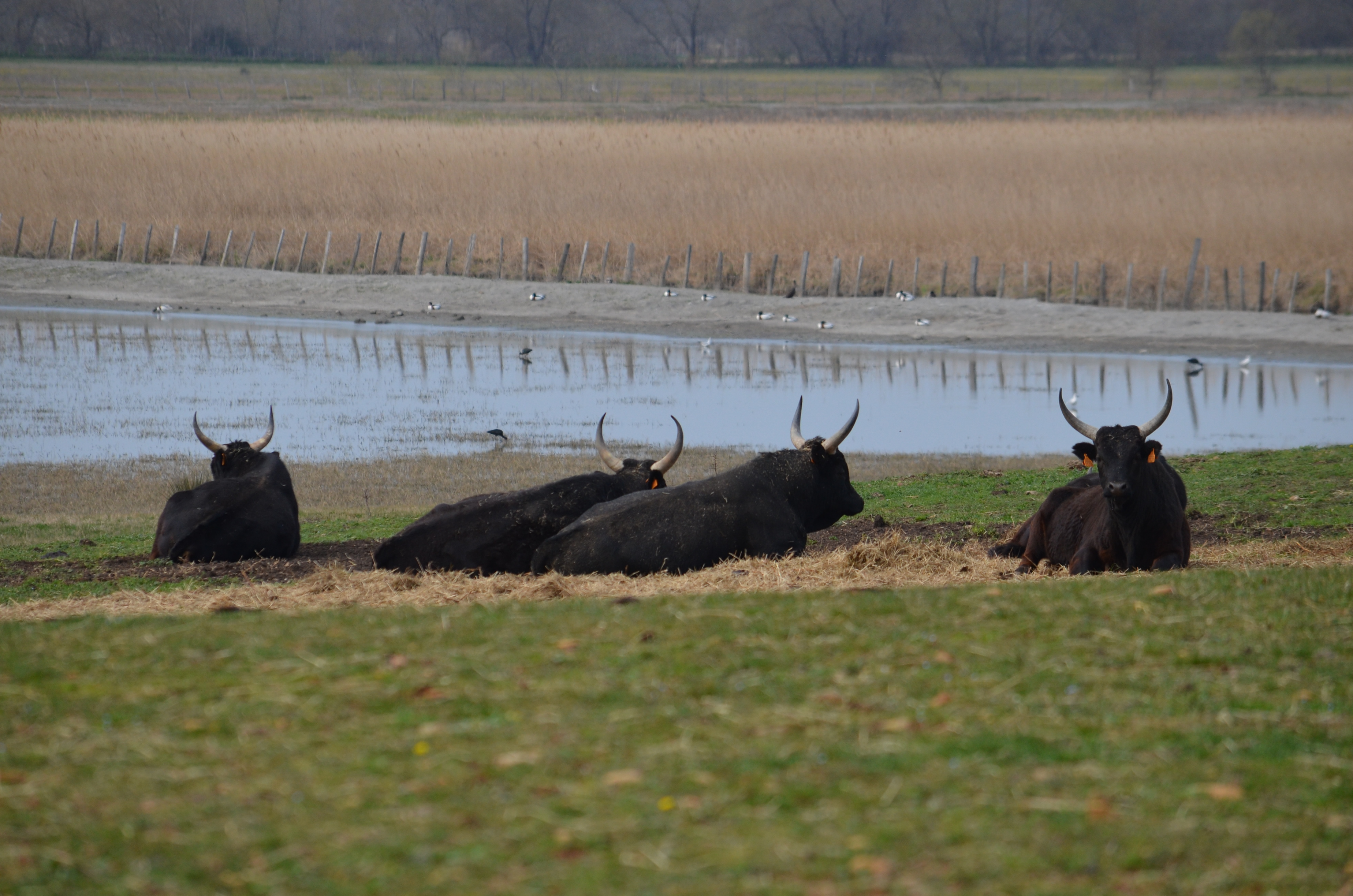
Taureaux de la manade, près du marais.
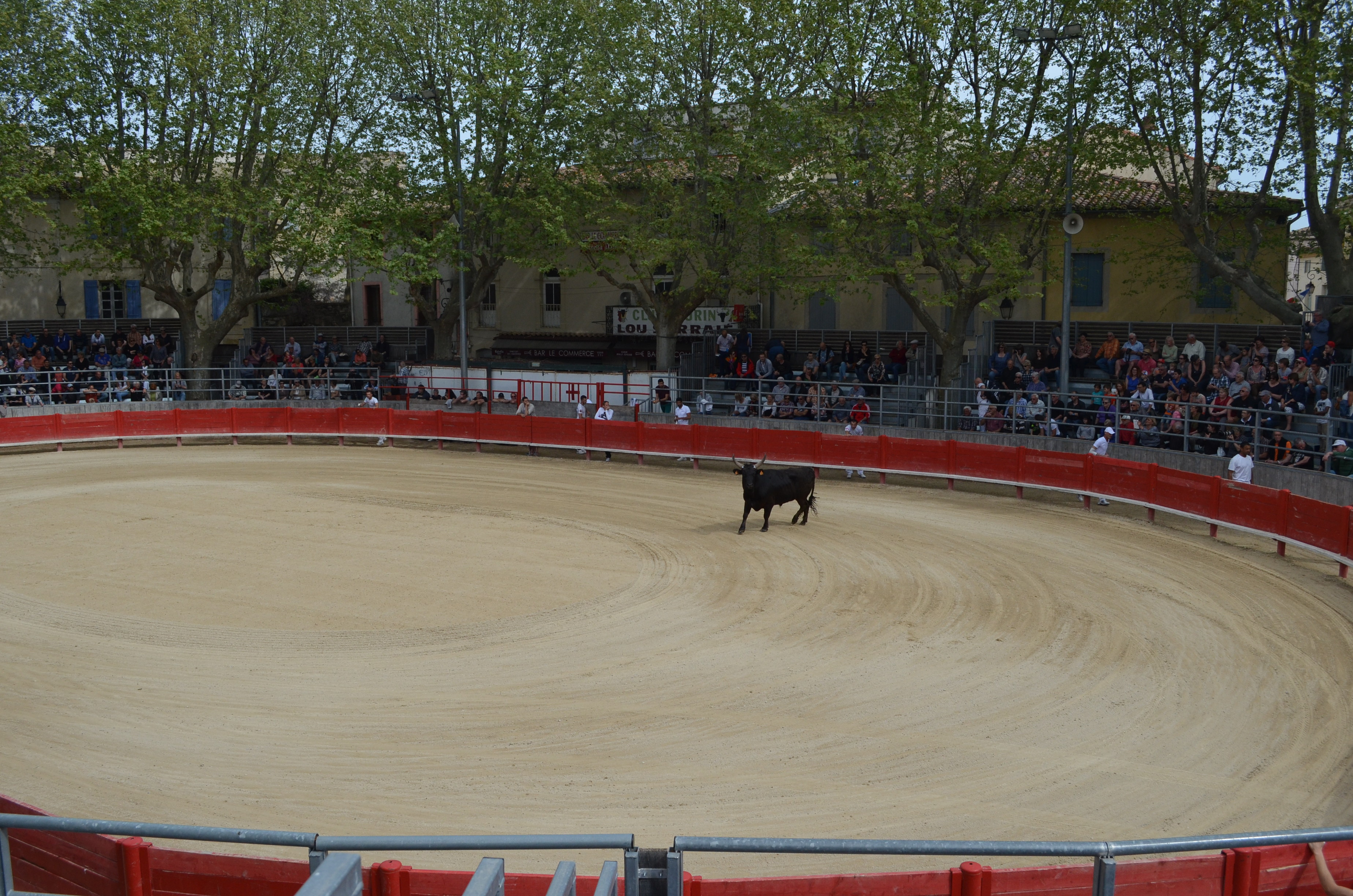
Taureau de la manade Nicollin, dans les arènes de Saint-Laurent-d'Aigouze.
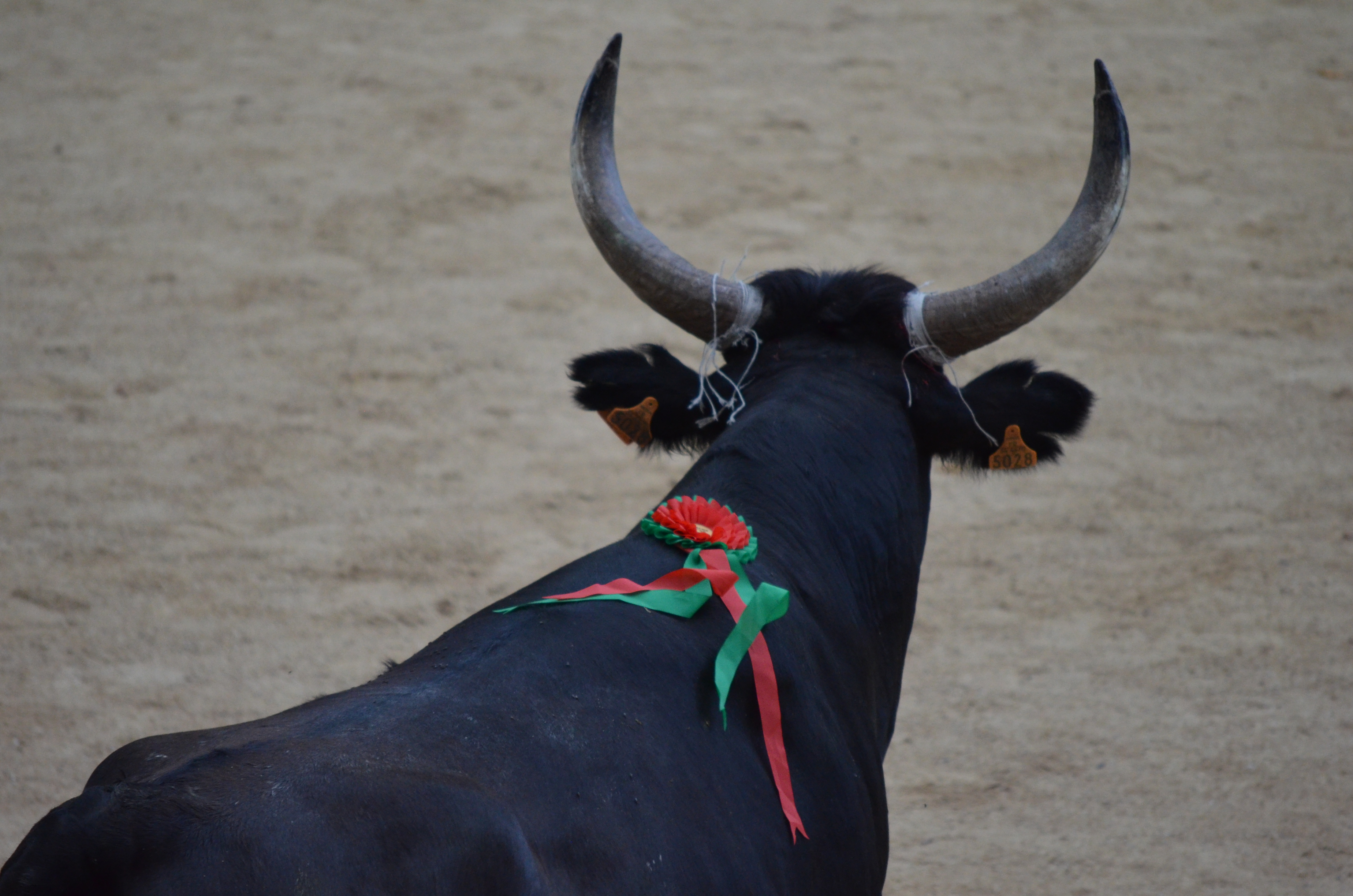
Taureau avec la devise rouge et verte.
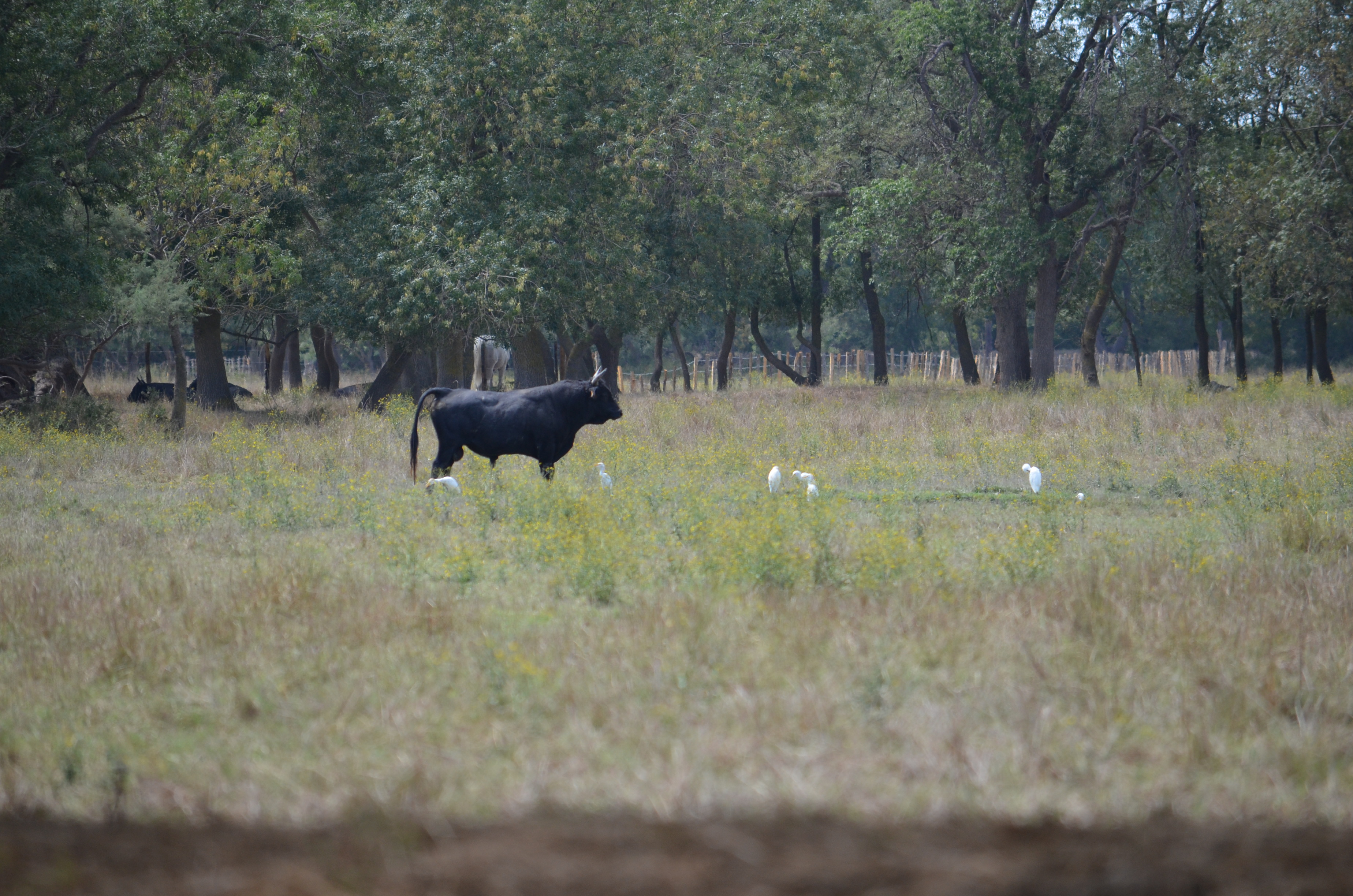
Taureau de la manade, dans les prés des Hourtès.
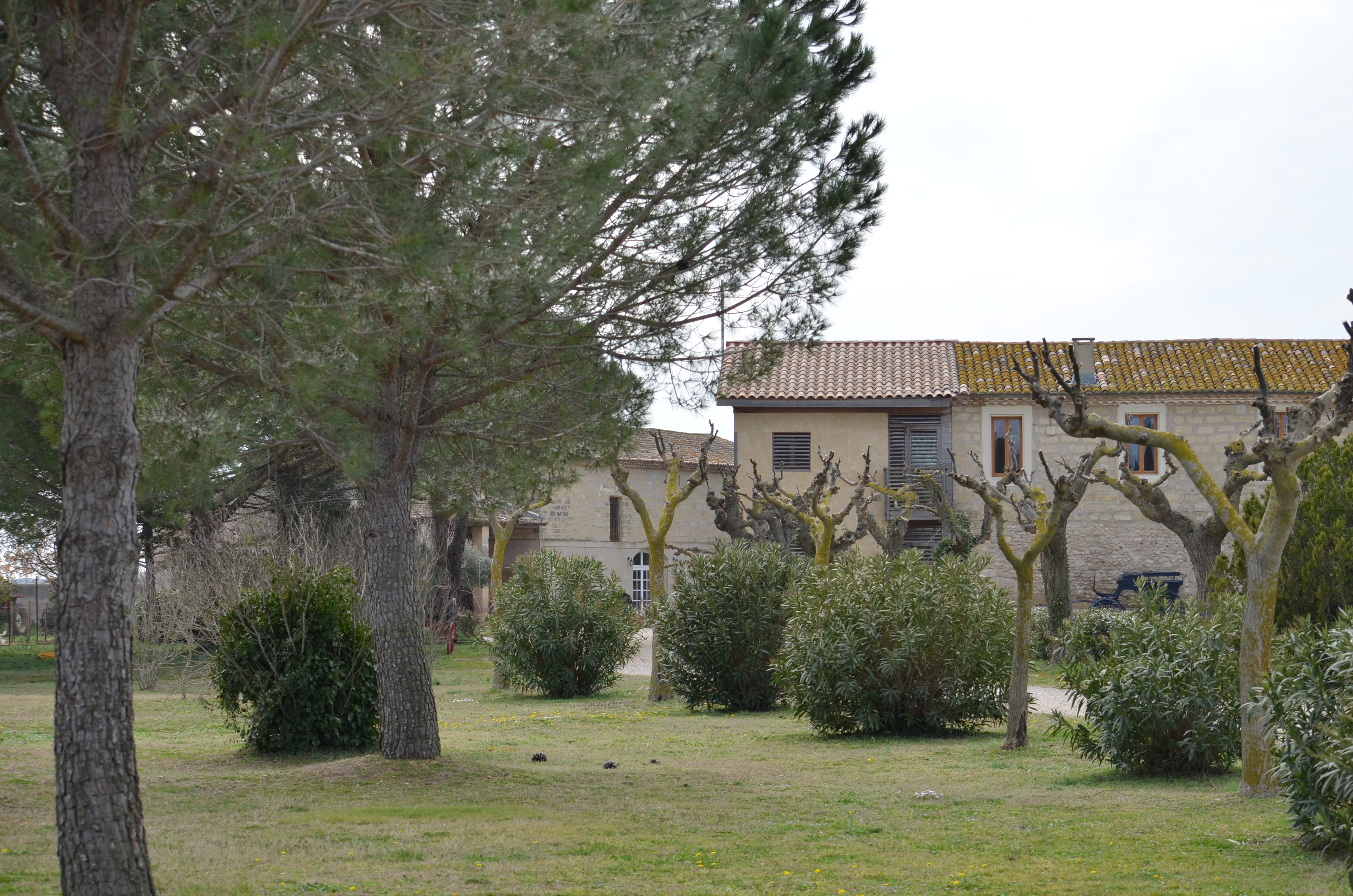
Vue du mas d'Anglas.
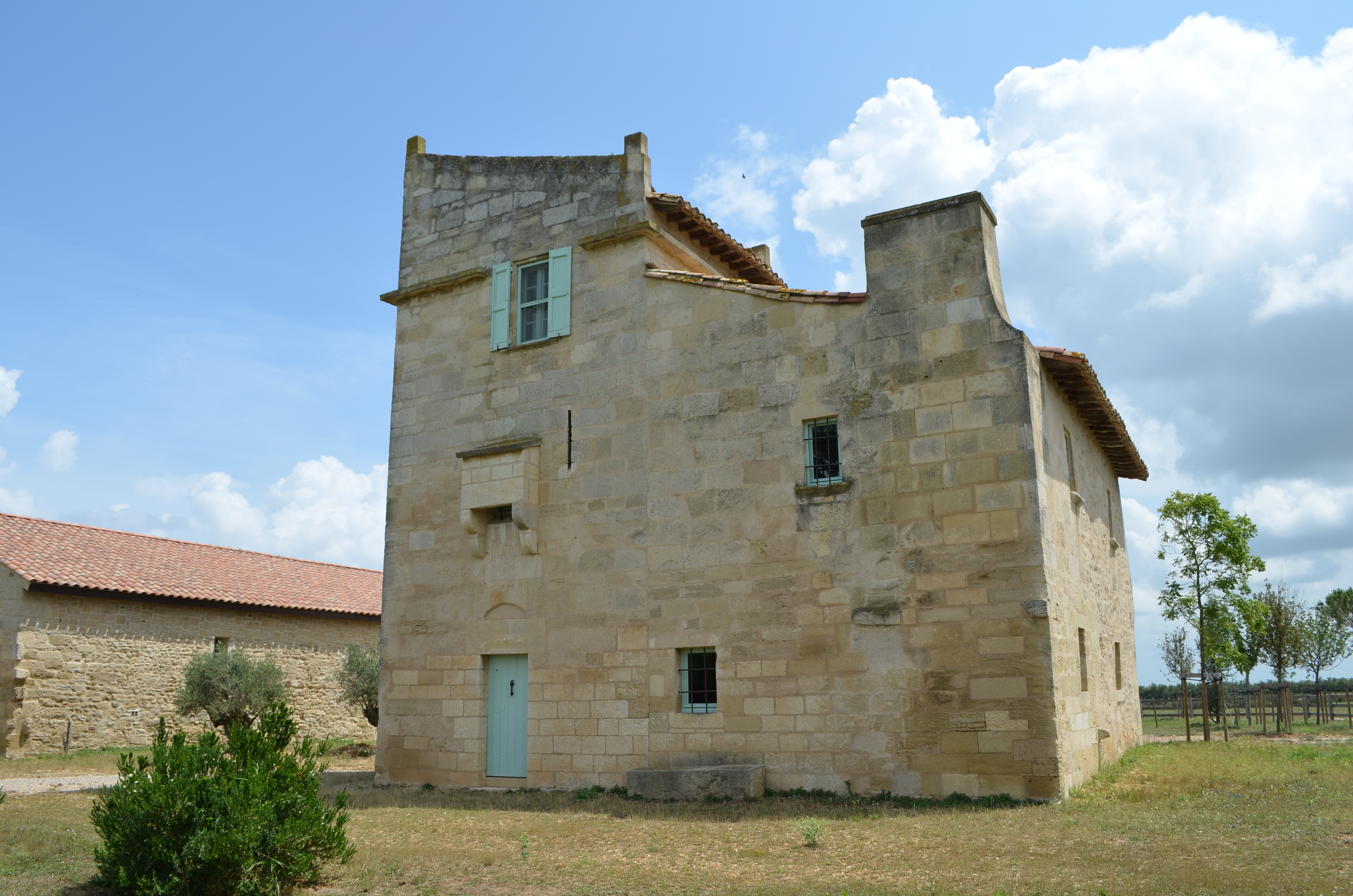
La tour d'Anglas.

### Documents audiovisuels
- Le centaure. Documentaire ORTF de Jean-Claude Bringuier et Hubert Knapp, 1959.
- Noir et blanc à la manade Jean Lafont. Émission de Patrick Mallet, 10 février 2010.